# Liste der denkmalgeschützten Objekte in Bregenz
Die Liste der denkmalgeschützten Objekte in Bregenz enthält die 199 denkmalgeschützten, unbeweglichen Objekte der Vorarlberger Landeshauptstadt Bregenz.

## Denkmäler
| Foto  |                 | Denkmal | Standort                                                 | Beschreibung | Metadaten |
| ----- | --------------- | --- | -------------------------------------------------------- | --- | --- |
| ja    | Datei hochladen | Villa HERIS-ID: 21381 Objekt-ID: 17700seit 2015                                                             | Altreuteweg 1 Standort KG: Bregenz                       | Die späthistoristische Villa ist mit Erkern und Türmchen im altdeutschen Stil reich gegliedert. | BDA-Hist.: Q37861752 Status: Bescheid Stand der BDA-Liste: 2025-06-30 Name: Villa GstNr.: 691/2 Altreuteweg 1 (Bregenz)                                                                                             |
| ja    | Datei hochladen | ehemaliges Gefängnis, Fronfeste HERIS-ID: 25280 Objekt-ID: 21699                                            | Amtsplatz 1 Standort KG: Bregenz                         | In dem ehemaligen Gefängnis (Fronfeste), 1857–1860 an der Stelle des „großen Hauses“ (des Stadtschlosses) der Grafen von Bregenz erbaut und bis 1975 genutzt, waren während des Dritten Reiches politisch und ethnisch verfolgte Personen inhaftiert, so auch die Bregenzerin Karoline Redler. In der dreigeschoßigen und dreiflügeligen (zwei Seitenrisalite) Anlage im K.-u.-k.–Festungsstil sind noch Zellen im Originalzustand erhalten. Ende der 1980er-Jahre fand das Gebäude als Sitz des Bundesdenkmalamtes Vorarlberg Verwendung. 1997 erfolgte eine Restaurierung. | BDA-Hist.: Q27917113 Status: Bescheid Stand der BDA-Liste: 2025-06-30 Name: ehemaliges Gefängnis, Fronfeste GstNr.: .1, 14/5 Amtsplatz 1 (Bregenz)                                                                  |
| ja    | Datei hochladen | Wohnhaus HERIS-ID: 25279 Objekt-ID: 21698                                                                   | Amtsplatz 2 Standort KG: Bregenz                         | Der ehemalige Gasthof Amtstor wurde Anfang des 19. Jahrhunderts an die mittelalterliche Stadtmauer angebaut. Seine Giebelseite ist zum Amtsplatz ausgerichtet. | BDA-Hist.: Q27825903 Status: Bescheid Stand der BDA-Liste: 2025-06-30 Name: Wohnhaus GstNr.: .33 Amtsplatz 2 (Bregenz)                                                                                              |
| ja    | Datei hochladen | Villa HERIS-ID: 21386 Objekt-ID: 17705                                                                      | Amtstorstraße 2 Standort KG: Bregenz                     | Späthistoristische Villa in der Oberstadt von Bregenz mit Garten, rundem Eckerker, Klinkerfassade und Groteskmalerei in der Dachzone. Anmerkung: Bei DEHIO 1983 unter Amtstorstrasse Nr. 16 geführt. | BDA-Hist.: Q37861779 Status: Bescheid Stand der BDA-Liste: 2025-06-30 Name: Villa GstNr.: .502, 437/1 Amtstorstrasse 2 (Bregenz)                                                                                    |
| ja    | Datei hochladen | Wohnhaus, ehem. Café Weiss HERIS-ID: 22953 Objekt-ID: 19300                                                 | Anton-Schneider-Straße 5 Standort KG: Bregenz            | Das dreigeschoßige Haus mit Korbbogenöffnungen im Erdgeschoß stammt aus der zweiten Hälfte des 18. Jahrhunderts. | BDA-Hist.: Q37873414 Status: Bescheid Stand der BDA-Liste: 2025-06-30 Name: Wohnhaus, ehem. Café Weiss GstNr.: .130/1 Anton-Schneider-Straße 5 (Bregenz)                                                            |
| ja    | Datei hochladen | Wohn- und Geschäftshaus HERIS-ID: 25779 Objekt-ID: 22228                                                    | Anton-Schneider-Straße 6 Standort KG: Bregenz            | Das dreigeschoßige traufständige Haus verfügt über ein Satteldach mit Dachhäuschen. | BDA-Hist.: Q37896247 Status: § 2a Stand der BDA-Liste: 2025-06-30 Name: Wohn- und Geschäftshaus GstNr.: .132 |
| ja    | Datei hochladen | Bürgerhaus HERIS-ID: 14034 Objekt-ID: 10258                                                                 | Anton-Schneider-Straße 7 Standort KG: Bregenz            | Das schmale Haus mit Korbbogenportal samt schmiedeeiserner Oberlichte stammt aus dem 18. Jahrhundert. | BDA-Hist.: Q37723538 Status: Bescheid Stand der BDA-Liste: 2025-06-30 Name: Bürgerhaus GstNr.: .138 |
| ja    | Datei hochladen | Wohn- und Geschäftshaus HERIS-ID: 21384 Objekt-ID: 17703seit 2016                                           | Anton-Schneider-Straße 9 Standort KG: Bregenz            | Das Wohnhaus aus dem 18. Jahrhundert weist breitrechteckige Fenster in drei Achsen auf. | BDA-Hist.: Q37861766 Status: Bescheid Stand der BDA-Liste: 2025-06-30 Name: Wohn- und Geschäftshaus GstNr.: .139/1                                                                                                  |
| ja    | Datei hochladen | Ehem. Bankgebäude (Nationalbank) HERIS-ID: 13415 Objekt-ID: 9598                                            | Anton-Schneider-Straße 12 Standort KG: Bregenz           | Österreichische Nationalbank, 1925 von Otto Mallaun nach Plänen von Rudolf Eisler und Ferdinand Glaser als neoklassizistischer Repräsentationsbau mit expressionistischen Details erbaut. | BDA-Hist.: Q62648100 Status: Bescheid Stand der BDA-Liste: 2025-06-30 Name: Ehem. Bankgebäude (Nationalbank) GstNr.: .901 Österreichische Nationalbank (Bregenz)                                                    |
| ja    | Datei hochladen | Bezirksgericht HERIS-ID: 25780 Objekt-ID: 22229                                                             | Anton-Schneider-Straße 14 Standort KG: Bregenz           | Das Bezirksgericht mit gebändertem Erdgeschoß und hoher fünfachsiger Giebelfront wurde im Jahr 1680 erbaut. Zur Bergstraße hin schließt ein dreigeschoßiger Anbau an. | BDA-Hist.: Q37896262 Status: § 2a Stand der BDA-Liste: 2025-06-30 Name: Gericht GstNr.: .137 Anton-Schneider-Straße 14 (Bregenz) Gericht                                                                            |
| ja    | Datei hochladen | Bürgerhaus HERIS-ID: 22951 Objekt-ID: 19298                                                                 | Anton-Schneider-Straße 16 Standort KG: Bregenz           | Bürgerhaus aus dem 17. Jahrhundert mit Gesimsgliederung und einem Rundbogenportal mit Allianzwappen der von Scheerich aus Biberach aus 1689 und einer Nischenfigur „hl. Maria mit Kind“. | BDA-Hist.: Q37873361 Status: Bescheid Stand der BDA-Liste: 2025-06-30 Name: Bürgerhaus GstNr.: .149 Anton-Schneider-Straße 16 (Bregenz)                                                                             |
| ja    | Datei hochladen | Bürgerhaus, Haittingerhaus HERIS-ID: 22952 Objekt-ID: 19299                                                 | Anton-Schneider-Straße 18 Standort KG: Bregenz           | Barockes Bürgerhaus aus der 2. Hälfte des 17. Jahrhunderts, nach Besitzerfamilie Haittingerhaus genannt, in pompejanisch roter Grundfarbe mit gemalten Fensterumrahmungen und gebälktragenden Atlanten an den Ecken und einem Sandstein Rundbogenportal. | BDA-Hist.: Q37873375 Status: Bescheid Stand der BDA-Liste: 2025-06-30 Name: Bürgerhaus, Haittingerhaus GstNr.: .150 Anton-Schneider-Straße 18 (Bregenz)                                                             |
| ja    | Datei hochladen | Anlage Studentenkonvikt Marianum HERIS-ID: 56143seit 2022                                                   | Babenwohlweg 5 Standort KG: Bregenz                      | Das Marianum wurde in drei Bauphasen errichtet. 1959 begann der Bau des Unterstufen- und Wirtschaftstraktes. 1965 war der Oberstufentrakt fertiggestellt und zwei Jahre später die Kapelle. | BDA-Hist.: Q112964853 Status: Bescheid Stand der BDA-Liste: 2025-06-30 Name: Anlage Studentenkonvikt Marianum GstNr.: .1235, 408/7                                                                                  |
| ja    | Datei hochladen | Wohnhaus HERIS-ID: 21368 Objekt-ID: 17687                                                                   | Babenwohlweg 9 Standort KG: Bregenz                      | Das Wohnhaus mit drei runden Öffnungen im Erdgeschoß und Kreuzgiebel stammt wahrscheinlich aus dem 17. Jahrhundert. | BDA-Hist.: Q37861622 Status: § 2a Stand der BDA-Liste: 2025-06-30 Name: Wohnhaus GstNr.: .489 Babenwohlweg 9 (Bregenz)                                                                                              |
| ja    | Datei hochladen | Wohn- und Geschäftshaus HERIS-ID: 66144 Objekt-ID: 79019seit 2012                                           | Bahnhofstraße 31 Standort KG: Bregenz                    | In diesem Haus wohnte von 1930 bis an sein Lebensende 1953 der Vorarlberger Maler und Grafiker Bartle Kleber. | BDA-Hist.: Q38112541 Status: Bescheid Stand der BDA-Liste: 2025-06-30 Name: Wohn- und Geschäftshaus GstNr.: .939 Bahnhofstraße 31 (Bregenz)                                                                         |
| ja    | Datei hochladen | Amtsgebäude, ehem. Finanzamt HERIS-ID: 21353 Objekt-ID: 17672                                               | Bahnhofstraße 51 Standort KG: Bregenz                    | Das Gebäude des Finanzamts wurde im Jahr 1950 errichtet. | BDA-Hist.: Q37861495 Status: § 2a Stand der BDA-Liste: 2025-06-30 Name: Amtsgebäude, ehem. Finanzamt GstNr.: .1184                                                                                                  |
| ja    | Datei hochladen | Schule, Mittelschule Bregenz-Stadt HERIS-ID: 25784 Objekt-ID: 22233                                         | Belruptstraße 37 Standort KG: Bregenz                    | 1914 von Willibald Braun im Heimatstil erbaut, Erker mit Schnitzereien von Josef Gaudl, Walmdach mit Zwerchgiebel, Fassadendekor mit Gitterornamentik, originale Fenster. Vorspringender Seitenflügel, Märchen- und Sagenbilder in den Sturzfeldern vom Vorarlberger Maler und Grafiker Bartle Kleber, originale Kunstschlosserarbeiten. | BDA-Hist.: Q37896277 Status: § 2a Stand der BDA-Liste: 2025-06-30 Name: Schule, Mittelschule Bregenz-Stadt GstNr.: .843/1 Hauptschule Belruptstraße, Bregenz                                                        |
| ja    | Datei hochladen | ehem. Lagerhaus Pircher HERIS-ID: 23658 Objekt-ID: 20020                                                    | Bergmannstraße 6 Standort KG: Bregenz                    | Das Gebäude ist ein ehemaliges Lagerhaus der Bregenzer Handelsfirma Pircher, heute beherbergt das als Magazin 4 bekannte Gebäude neben einem multifunktionalen Kulturzentrum mit Veranstaltungs- und Ausstellungsräumen die Kulturabteilung und das Stadtarchiv der Landeshauptstadt Bregenz. Bis Ende 2016 war das Magazin4 auch Heimstätte des „Magazin4 Bregenzer Kunstvereins“, der den Namen des Gebäudes zum Namensbestandteil des Vereins werden ließ. | BDA-Hist.: Q28815774 Status: § 2a Stand der BDA-Liste: 2025-06-30 Name: ehem. Lagerhaus Pircher GstNr.: .902 Magazin 4                                                                                              |
| ja    | Datei hochladen | Haus Kohler HERIS-ID: 113263 Objekt-ID: 131544seit 2020                                                     | Bergmannstraße 14 Standort KG: Bregenz                   | Das 1926 von Hans Feßler erbaute Heimatstilhaus hat einen auf Pfeilern ruhenden Runderker mit Zwiebelhaube. | BDA-Hist.: Q105647076 Status: Bescheid Stand der BDA-Liste: 2025-06-30 Name: Wohnhaus, Haus Kohler GstNr.: .903 |
| ja    | Datei hochladen | Friedhofskapelle hl. Sebastian HERIS-ID: 21362 Objekt-ID: 17681                                             | Blumenstraße Standort KG: Bregenz                        | Die Kapelle inmitten des ummauerten Friedhofs ist ein einfacher, nach Nordosten orientierter Rechteckbau mit einem Zwiebelglockentürmchen. Sie wurde in den Jahren 1665/66 erbaut. Aus den gleichen Jahren stammt auch der Altar im Inneren. | BDA-Hist.: Q37861577 Status: § 2a Stand der BDA-Liste: 2025-06-30 Name: Friedhofskapelle hl. Sebastian GstNr.: .426 Friedhofskapelle hl. Sebastian, Bregenz                                                         |
| ja    | Datei hochladen | Villa Wolfegg HERIS-ID: 22981 Objekt-ID: 19328                                                              | Blumenstraße 1 Standort KG: Bregenz                      | 1905 von Georg Baumeister erbaute späthistoristische Villa mit Krüppelwalmdach und Klebdach, turmartig überhöhtem Erker mit Glockendach und Laterne sowie Groteskenmalerei im Giebelfeld. | BDA-Hist.: Q37873803 Status: Bescheid Stand der BDA-Liste: 2025-06-30 Name: Villa Wolfegg GstNr.: .767 Blumenstrasse 1 (Bregenz)                                                                                    |
| ja    | Datei hochladen | Wohnhaus Feurstein HERIS-ID: 113090 Objekt-ID: 131319seit 2019                                              | Blumenstraße 7 Standort KG: Bregenz                      | Die Villa Feuerstein wurde 1929 von Wilhelm Fleisch erbaut. | BDA-Hist.: Q63436176 Status: Bescheid Stand der BDA-Liste: 2025-06-30 Name: Wohnhaus Feurstein GstNr.: .963 |
| ja    | Datei hochladen | Römische Villa am Steinbühel HERIS-ID: 33412 Objekt-ID: 30882                                               | Cityknoten Standort KG: Bregenz                          | Reste einer Kaufmannsvilla aus der ehemaligen römischen Besiedlung von 68 bis 260 n. Chr. („Brigantium“); 1984–1990 beim Bau des City-Tunnels freigelegt. | BDA-Hist.: Q37952205 Status: Bescheid Stand der BDA-Liste: 2025-06-30 Name: Römische Villa am Steinbühel GstNr.: 348/16, 924, 352/1, 352/3, 348/5 Römervilla Am Steinbühel, Bregenz                                 |
| ja    | Datei hochladen | Evang. Pfarrkirche A.B. hl. Kreuz HERIS-ID: 25799 Objekt-ID: 22248                                          | Cosmus-Jenny-Straße Standort KG: Bregenz                 | Evangelische Kreuzkirche am Ölrain im neugotischen Stil 1862–1864 erbaut. | BDA-Hist.: Q1788365 Status: § 2a Stand der BDA-Liste: 2025-06-30 Name: Evang. Pfarrkirche A.B. hl. Kreuz GstNr.: .467/2 Evangelische Kirche Hl. Kreuz (Bregenz)                                                     |
| ja    | Datei hochladen | Wohnhaus HERIS-ID: 25281 Objekt-ID: 21700                                                                   | Deuringstraße 5 Standort KG: Bregenz                     | Die Fassade des dreigeschoßigen Wohnhauses zeigt eine barocke Nischenfigur der Madonna mit dem Kind aus der 2. Hälfte des 17. Jahrhunderts. | BDA-Hist.: Q37891869 Status: Bescheid Stand der BDA-Liste: 2025-06-30 Name: Wohnhaus GstNr.: .99 |
| ja    | Datei hochladen | Wohnhaus HERIS-ID: 25436 Objekt-ID: 21864                                                                   | Deuringstraße 7 Standort KG: Bregenz                     | Das dreigeschoßige Wohnhaus mit Krüppelwalmdach ist im Korbbogenportal mit 1804 bezeichnet. | BDA-Hist.: Q37893811 Status: Bescheid Stand der BDA-Liste: 2025-06-30 Name: Wohnhaus GstNr.: .98 |
| ja    | Datei hochladen | Montfortbrunnen HERIS-ID: 25102 Objekt-ID: 21518                                                            | Ehregutaplatz Standort KG: Bregenz                       | Hugo-von-Montfort-Brunnen in der Bregenzer Oberstadt, dargestellt: Hugo von Montfort. | BDA-Hist.: Q37890192 Status: § 2a Stand der BDA-Liste: 2025-06-30 Name: Montfortbrunnen GstNr.: 769/5 Hugo von Montfort Brunnen (Bregenz)                                                                           |
| ja    | Datei hochladen | Wohnhaus, Unteres Tor HERIS-ID: 25284 Objekt-ID: 21703                                                      | Ehregutaplatz 1, 1a Standort KG: Bregenz                 | Wohnhaus und unteres Stadttor der Oberstadt | BDA-Hist.: Q27847787 Status: Bescheid Stand der BDA-Liste: 2025-06-30 Name: Wohnhaus, Unteres Tor GstNr.: .48, 3/2 Ehregutaplatz 1 (Bregenz)                                                                        |
| ja    | Datei hochladen | Wohnhaus HERIS-ID: 25283 Objekt-ID: 21702                                                                   | Ehregutaplatz 2 Standort KG: Bregenz                     | Das Wohnhaus Ehregutaplatz 2 stammt im Kern aus dem 16. Jahrhundert, das Fachwerk im zweiten Obergeschoß aus dem 19. Jahrhundert. | BDA-Hist.: Q27917137 Status: Bescheid Stand der BDA-Liste: 2025-06-30 Name: Wohnhaus GstNr.: 23, .49 Ehregutaplatz 2 (Bregenz)                                                                                      |
| ja    | Datei hochladen | ehemalige Stadtmauer und Zeughausmauer HERIS-ID: 5937 Objekt-ID: 1811                                       | Ehregutaplatz 2a + 3 Standort KG: Bregenz                | Nahe beim Unteren Tor befinden sich Reste der mittelalterlichen Stadtmauer und des in die Befestigungsanlage integrierten ehemaligen Bregenzer Zeughauses. | BDA-Hist.: Q37864731 Status: Bescheid Stand der BDA-Liste: 2025-06-30 Name: ehemalige Stadtmauer und Zeughausmauer GstNr.: .50/2, 4/1                                                                               |
| ja    | Datei hochladen | Wohnhaus, ehemalige Gesindehaus des Deuringschlössels HERIS-ID: 25111 Objekt-ID: 21527                      | Ehregutaplatz 3 Standort KG: Bregenz                     | Das an der Nordseite des Deuringschlössels angebaute ehemalige Gesindehaus verfügt über ein Rundbogenportal und einen Garten, der durch eine Mauer vom Ehregutaplatz abgegrenzt ist. | BDA-Hist.: Q37890259 Status: Bescheid Stand der BDA-Liste: 2025-06-30 Name: Wohnhaus, ehemalige Gesindehaus des Deuringschlössels GstNr.: .50/2                                                                     |
| ja    | Datei hochladen | Deuringschlößle, ehemaliger Carolenhof HERIS-ID: 25282 Objekt-ID: 21701                                     | Ehregutaplatz 4 Standort KG: Bregenz                     | In der heutigen Form in der 2. Hälfte des 17. Jahrhunderts als Wohnsitz des Patriziers Albert von Deuring errichtet. Mittelalterlicher Kern des ehemaligen Carolenhofs aus dem 14. bzw. 15. Jahrhundert unter Mitverwendung des westlichen runden Eckturms der ehemaligen (Ober-)Stadtbefestigung (Rundbogenportale mit Deuringwappen und barocke Rollwerk-Malereien rund um die Fenster). Turmartiger Anbau auf der linken Seite aus dem 19. Jahrhundert. Anlage wird seit 1989 als Hotel genutzt. | BDA-Hist.: Q37891887 Status: Bescheid Stand der BDA-Liste: 2025-06-30 Name: Deuringschlößle, ehemaliger Carolenhof GstNr.: 2, .50/1 Deuringschlössle                                                                |
| ja    | Datei hochladen | Ansitz, Haus Anderhalden HERIS-ID: 25293 Objekt-ID: 21712                                                   | Ehregutaplatz 5 Standort KG: Bregenz                     | Der ehemalige Edelsitz wurde 1869 vom Schriftsteller und Freund Heinrich Heines, Alfred Meißner erworben, der auch die hier beginnende „Meissnerstiege“ ins Tal hinunter anlegen ließ. Tochter Clara vergrößerte das Anwesen und ließ 1899 die neubarocke Fassade zum Ehregutaplatz hin errichten. Sanierung und Restaurierung im Jahr 2012. | BDA-Hist.: Q37892095 Status: Bescheid Stand der BDA-Liste: 2025-06-30 Name: Ansitz, Haus Anderhalden GstNr.: .17, 1/1, .18 Ehregutaplatz 5 (Bregenz)                                                                |
| ja    | Datei hochladen | Wohnhaus HERIS-ID: 25292 Objekt-ID: 21711                                                                   | Ehregutaplatz 6 Standort KG: Bregenz                     | Das Fachwerkhaus weist einen Zwerchgiebel zum Platz hin auf. | BDA-Hist.: Q37892072 Status: Bescheid Stand der BDA-Liste: 2025-06-30 Name: Wohnhaus GstNr.: .19 Ehregutaplatz 6 (Bregenz)                                                                                          |
| ja    | Datei hochladen | Wohnhaus HERIS-ID: 25291 Objekt-ID: 21710                                                                   | Ehregutaplatz 7 Standort KG: Bregenz                     | Das Fachwerkhaus weist einen Zwerchgiebel zum Platz hin auf. | BDA-Hist.: Q37892054 Status: Bescheid Stand der BDA-Liste: 2025-06-30 Name: Wohnhaus GstNr.: .20 |
| ja    | Datei hochladen | Wohnhaus, ehemaliges Gasthaus Zum Storchen HERIS-ID: 25290 Objekt-ID: 21709                                 | Ehregutaplatz 8 Standort KG: Bregenz                     | Das einstige Gasthaus Zum Storchen, ein dreigeschoßiges Wohnhaus mit Rollsteinmauerwerk, spätgotischem Sandsteinportal und steilem Satteldach mit Schlepp- und Giebelgaupen, stammt im Kern aus dem 15. oder 16. Jahrhundert, der viergeschoßige Anbau aus jüngerer Zeit. | BDA-Hist.: Q27847785 Status: Bescheid Stand der BDA-Liste: 2025-06-30 Name: Wohnhaus, ehemaliges Gasthaus Zum Storchen GstNr.: .43                                                                                  |
| ja    | Datei hochladen | Wohnhaus HERIS-ID: 25289 Objekt-ID: 21708                                                                   | Eponastraße 2 Standort KG: Bregenz                       | Im 16. Jahrhundert befand sich an dieser Adresse eine der damals in der Oberstadt zahlreichen Gastwirtschaften, der Gasthof Pfauen. | BDA-Hist.: Q37892008 Status: Bescheid Stand der BDA-Liste: 2025-06-30 Name: Wohnhaus GstNr.: .21 |
| ja    | Datei hochladen | Wohnhaus HERIS-ID: 25288 Objekt-ID: 21707                                                                   | Eponastraße 3 Standort KG: Bregenz                       | Die Giebelseite des zweigeschoßigen Wohnhauses blickt zum Ehregutaplatz. | BDA-Hist.: Q37891984 Status: Bescheid Stand der BDA-Liste: 2025-06-30 Name: Wohnhaus GstNr.: .26 |
| ja    | Datei hochladen | Wohnhaus HERIS-ID: 25287 Objekt-ID: 21706                                                                   | Eponastraße 4 Standort KG: Bregenz                       | | BDA-Hist.: Q37891964 Status: Bescheid Stand der BDA-Liste: 2025-06-30 Name: Wohnhaus GstNr.: .10 |
| ja    | Datei hochladen | Wohnhaus HERIS-ID: 25286 Objekt-ID: 21705                                                                   | Eponastraße 5 Standort KG: Bregenz                       | | BDA-Hist.: Q37891944 Status: Bescheid Stand der BDA-Liste: 2025-06-30 Name: Wohnhaus GstNr.: .27 |
| ja    | Datei hochladen | Wohnhaus HERIS-ID: 25285 Objekt-ID: 21704                                                                   | Eponastraße 6 Standort KG: Bregenz                       | | BDA-Hist.: Q37891927 Status: Bescheid Stand der BDA-Liste: 2025-06-30 Name: Wohnhaus GstNr.: .7 |
| ja    | Datei hochladen | Wohnhaus, ehemaliges Gesellenspital HERIS-ID: 22948 Objekt-ID: 19295                                        | Eponastraße 8 Standort KG: Bregenz                       | Das dreigeschoßige ehemalige Gesellenspital mit traufseitigem Satteldach zur Straße stammt aus dem 15. Jahrhundert. Die teilweise vermauerten Fensterreihen sind mit Sandstein umrahmt. Das Fresko an der nordostseitigen Fassade entstand Anfang des 16. Jahrhunderts. | BDA-Hist.: Q37873317 Status: Bescheid Stand der BDA-Liste: 2025-06-30 Name: Wohnhaus, ehemaliges Gesellenspital GstNr.: .9                                                                                          |
| ja    | Datei hochladen | Wohnhaus, Altes Rathaus HERIS-ID: 22947 Objekt-ID: 19294                                                    | Eponastraße 11 Standort KG: Bregenz                      | 1662 von Michael Kuen geschaffener freistehender Bau mit hohem Spitzgiebel war vom 17. bis Anfang 19. Jahrhundert Teil des großen, inzwischen abgerissenen Bregenzer Rathauskomplexes, möglicherweise das alte Rathaus selbst. Auf jeden Fall diente es im 19. Jahrhundert als Wohnung des Ratsdieners. | BDA-Hist.: Q37873307 Status: Bescheid Stand der BDA-Liste: 2025-06-30 Name: Wohnhaus, Altes Rathaus GstNr.: .32 Eponastraße 11 (Bregenz)                                                                            |
| ja    | Datei hochladen | Kriegerdenkmal, Kaiserjägerdenkmal HERIS-ID: 25100 Objekt-ID: 21516                                         | Fluherstraße Standort KG: Bregenz                        | Das obeliskartige Kaiserjägerdenkmal zeigt oben Steinreliefs aus dem Jahr 1922. | BDA-Hist.: Q37890172 Status: § 2a Stand der BDA-Liste: 2025-06-30 Name: Kriegerdenkmal, Kaiserjägerdenkmal GstNr.: 452/1 Kaiserjägerdenkmal, Fluherstraße (Bregenz)                                                 |
| ja    | Datei hochladen | Gedenkstein samt Kreuz HERIS-ID: 33419 Objekt-ID: 30905                                                     | bei Fluherstraße 2 Standort KG: Bregenz                  | Inschrift: „St. Gallus bitte für uns“ | BDA-Hist.: Q37952229 Status: Bescheid Stand der BDA-Liste: 2025-06-30 Name: Gedenkstein samt Kreuz GstNr.: 401/1 |
| ja    | Datei hochladen | Gallusstift und Ansitz Babenwohl/Vorarlberger Landesbibliothek HERIS-ID: 25101 Objekt-ID: 21517             | Fluherstraße 4 Standort KG: Bregenz                      | Das 1380 erstmals erwähnte gräflich-montforisches Gut wurde 1509 zum Ansitz Babenwohl ausgebaut. Nach einigen Besitzerwechseln wurde das Gebäude um 1910 zu einem Kloster umgebaut und um einen Trakt erweitert, heute ist es Sitz der Vorarlberger Landesbibliothek. Es ist ein dreigeschoßiger Rechteckbau mit neugotischer Fassade und barockisierendem Kuppelsaal. Nach einer Restaurierung 2019–2022 wurde der Haupteingang verlegt und ein aus den 1980ern stammender Verbindungsgang zum Schlösschen Babenwohl abgebrochen, dieses steht nun wieder frei. | BDA-Hist.: Q115272496 Status: § 2a Stand der BDA-Liste: 2025-06-30 Name: Gallusstift und Ansitz Babenwohl/Vorarlberger Landesbibliothek GstNr.: .487 Gallusstift und Ansitz Babenwohl                               |
| ja    | Datei hochladen | Siechenkapelle Unsere Liebe Frau HERIS-ID: 25798 Objekt-ID: 22247                                           | Gallusstraße Standort KG: Bregenz                        | Kapelle eines Krankenhauses für Leprakranke; Stiftung des Grafen Hugo XII. von Montfort; Mitte des 18. Jahrhunderts barockisiert. | BDA-Hist.: Q37896451 Status: § 2a Stand der BDA-Liste: 2025-06-30 Name: Siechenkapelle Unsere Liebe Frau GstNr.: .481 Siechenkapelle Unsere Liebe Frau, Bregenz                                                     |
| ja    | Datei hochladen | Gymnasium Gallusstraße HERIS-ID: 21357 Objekt-ID: 17676                                                     | Gallusstraße 4 + 6 Standort KG: Bregenz                  | 1912/13 erbautes Bundesgymnasium mit vorgesetztem mit der Schule durch tonnengedeckte Treppe verbundenen Direktorenwohnhaus. Viergeschoßiges Schulhaus mit weit vorspringendem Mitteltrakt, Krüppelwalmdach mit Giebel zur Straße und turmartiger Dachöffnung. | BDA-Hist.: Q1006134 Status: § 2a Stand der BDA-Liste: 2025-06-30 Name: Gymnasium Gallusstraße GstNr.: .835, .836 Bundesgymnasium Gallusstraße (Bregenz)                                                             |
| ja    | Datei hochladen | Palais Thurn und Taxis (ehemalige Villa Güllich) HERIS-ID: 21359 Objekt-ID: 17678                           | Gallusstraße 10 Standort KG: Bregenz                     | Zweigeschoßiges Hauptgebäude mit Walmdach und seitlichen Nebengebäuden. Seit Renovierung und Umbau 1983/1984 unter dem Namen Künstlerhaus Bregenz für Ausstellungen internationaler und österreichischer zeitgenössischer Künstler genutzt. Das Nebengebäude „Gärtnerhaus“ dient als Sekretariat, Bibliothek und Archiv. | BDA-Hist.: Q1570675 Status: § 2a Stand der BDA-Liste: 2025-06-30 Name: Palais Thurn und Taxis (ehemalige Villa Güllich) GstNr.: .414, .415, .416 Gallusstraße 10 (Bregenz) Palais Thurn und Taxis                   |
| ja BW | Datei hochladen | Persönlichkeitsdenkmal, Jodok-Fink-Denkmal HERIS-ID: 21354 Objekt-ID: 17673                                 | Gallusstraße Standort KG: Bregenz                        | Vor dem Palais Thurn und Taxis steht eine Plastik des Politikers Jodok Fink (Vizekanzler 1919/1920) aus dem Jahr 1957 von Emil Gehrer. | BDA-Hist.: Q47458691 Status: § 2a Stand der BDA-Liste: 2025-06-30 Name: Persönlichkeitsdenkmal, Jodok-Fink-Denkmal GstNr.: 337/2 Jodok Fink Denkmal (Bregenz)                                                       |
| ja    | Datei hochladen | Garten der Villa Thurn und Taxis HERIS-ID: 58131 Objekt-ID: 68610                                           | Gallusstraße 10 Standort KG: Bregenz                     | Der rund 6700 m² große Garten der Villa Thurn und Taxis, eines der bedeutendsten Gartendbauenkmale Österreichs, wurde von Wenzel Smetana im Auftrag von Gustav Prinz von und zu Thurn und Taxis 1887 angelegt und bereits 1929 unter Denkmalschutz gestellt. | BDA-Hist.: Q64692152 Status: Bescheid Stand der BDA-Liste: 2025-06-30 Name: Garten der Villa Thurn und Taxis GstNr.: 272, 271/1 Garten der Villa Thurn und Taxis, Bregenz                                           |
| ja    | Datei hochladen | Villa Bitschnau HERIS-ID: 112525seit 2022                                                                   | Gallusstraße 40 Standort KG: Bregenz                     | Die Villa hat einen Kreuzgiebel und ein zur Straßenseite gewandtes Krüppelwalmdach, historistische Details und Jugendstilstuck. | BDA-Hist.: Q112964862 Status: Bescheid Stand der BDA-Liste: 2025-06-30 Name: Villa Bitschnau GstNr.: 382/2 Villa Bitschnau, Bregenz                                                                                 |
| ja    | Datei hochladen | Wohnhaus, Weinschlößle HERIS-ID: 25795 Objekt-ID: 22244                                                     | Gallusstraße 46 Standort KG: Bregenz                     | Der dreigeschoßige Bau stammt im Kern aus dem 17. Jahrhundert. Das Sandsteinportal des älteren Trakts ist mit 1806 bezeichnet, die Malereien darüber mit 1890. | BDA-Hist.: Q37896434 Status: § 2a Stand der BDA-Liste: 2025-06-30 Name: Wohnhaus, Weinschlößle GstNr.: .479 Gallusstraße 46 (Bregenz) Weinschlössle                                                                 |
| ja    | Datei hochladen | Wohnhaus, Schertlerhaus HERIS-ID: 13846 Objekt-ID: 10060                                                    | Gallusstraße 48 Standort KG: Bregenz                     | Das zweigeschoßige Bauernhaus weist ein traufseitiges Satteldach zur Straße hin auf. | BDA-Hist.: Q37715315 Status: Bescheid Stand der BDA-Liste: 2025-06-30 Name: Wohnhaus, Schertlerhaus GstNr.: .480 Gallusstraße 48 (Bregenz) Schertlerhaus                                                            |
| ja    | Datei hochladen | Siechenhaus mit Badehaus HERIS-ID: 13847 Objekt-ID: 10061                                                   | Gallusstraße 50 Standort KG: Bregenz                     | Das zweigeschoßige ehemalige Siechenhaus steht ein wenig von der Straße zurückgesetzt. Das Rechteckportal aus Sandstein ist mit 1664 bezeichnet. An der Rückseite führt ein gedeckter Verbindungsgang aus Holz vom Obergeschoß zum Badhaus. | BDA-Hist.: Q37715360 Status: Bescheid Stand der BDA-Liste: 2025-06-30 Name: Siechenhaus mit Badehaus GstNr.: .482 Gallusstraße 50 (Bregenz) Siechenhaus                                                             |
| ja    | Datei hochladen | Wallfahrtskirche hl. Gebhard HERIS-ID: 25791 Objekt-ID: 22240                                               | bei Gebhardsberg 1 Standort KG: Bregenz                  | Die einfache einschiffige Wallfahrtskirche steht in der Südwestecke der Burganlage. Sie wurde im Jahr 1723 geweiht, bald danach vergrößert und 1791 nach einem Brand neu erbaut. Das achteckige Glockentürmchen über der Westfassade entstand im Jahr 1820. Der Innenraum zeigt einen Hochaltar aus der Zeit um 1795 sowie Fresken aus den Jahren 1895/96. | BDA-Hist.: Q37896377 Status: Bescheid Stand der BDA-Liste: 2025-06-30 Name: Wallfahrtskirche hl. Gebhard GstNr.: .509 Wallfahrtskirche St. Gebhard (Bregenz)                                                        |
| ja    | Datei hochladen | Burgruine Hohenbregenz HERIS-ID: 25099 Objekt-ID: 21515seit 2013                                            | Gebhardsberg 1 Standort KG: Bregenz                      | Von der vor 1097 errichteten Burg Hohenbregenz, einer hochmittelalterlichen Höhenburg auf dem Gebhardsberg, die im 17. Jahrhundert zu einer Festung ausgebaut wurde, blieben, nachdem sie 1674 im Zuge des Dreißigjährigen Kriegs von schwedischen Truppen gesprengt wurde, nur die Ringmauer der Kernburg und Teile des Palas erhalten. In der Ruine errichteten Einsiedler eine Eremitenklause und im Jahr 1723 eine Wallfahrtskirche, die 1791 abbrannte und noch im gleichen Jahr wieder aufgebaut wurde. Ab dem 20. Jahrhundert entwickelte sich der Gebharsberg zu einem beliebten Ausflugsziel, weshalb die Ruine mehrfach für religiöse und gastronomische Zwecke ausgebaut wurde.                                   | BDA-Hist.: Q1012389 Status: Bescheid Stand der BDA-Liste: 2025-06-30 Name: Burgruine Hohenbregenz GstNr.: .508, .772, 459, 460, 461, .506, 457, 458, 462, 463/4, 825/2 Burg Hohenbregenz                            |
| ja    | Datei hochladen | Wohnhaus HERIS-ID: 25272 Objekt-ID: 21690                                                                   | Georgenschildstraße 1 Standort KG: Bregenz               | Das dreigeschoßige Wohnhaus weist eine schlichte Putzfassade auf. | BDA-Hist.: Q37891760 Status: Bescheid Stand der BDA-Liste: 2025-06-30 Name: Wohnhaus GstNr.: .614 |
| ja    | Datei hochladen | Wohnhaus HERIS-ID: 25271 Objekt-ID: 21689                                                                   | Georgenschildstraße 2, 2a Standort KG: Bregenz           | | BDA-Hist.: Q37891724 Status: Bescheid Stand der BDA-Liste: 2025-06-30 Name: Wohnhaus GstNr.: .13, 9 |
| ja    | Datei hochladen | Wohnhaus HERIS-ID: 25270 Objekt-ID: 21688                                                                   | Georgenschildstraße 3 Standort KG: Bregenz               | Das dreigeschoßige Wohnhaus mit der Traufseite zur Straße weist eine schlichte Putzfassade auf. | BDA-Hist.: Q37891705 Status: Bescheid Stand der BDA-Liste: 2025-06-30 Name: Wohnhaus GstNr.: .8 |
| ja    | Datei hochladen | Wohnhaus HERIS-ID: 25269 Objekt-ID: 21687                                                                   | Georgenschildstraße 4 Standort KG: Bregenz               | Das dreigeschoßige Wohnhaus mit traufseitigem Satteldach zur Straße steht hinten an die Stadtmauer angelehnt. Nach einem Stadtbrand erfolgten um 1875 Fensterdurchbrüche in die Mauer. | BDA-Hist.: Q37891689 Status: Bescheid Stand der BDA-Liste: 2025-06-30 Name: Wohnhaus GstNr.: .12 |
| ja    | Datei hochladen | Wohnhaus HERIS-ID: 25268 Objekt-ID: 21686                                                                   | Georgenschildstraße 6 Standort KG: Bregenz               | Das dreigeschoßige Wohnhaus mit traufseitigem Satteldach zur Straße steht hinten an die Stadtmauer angelehnt. Nach einem Stadtbrand erfolgten um 1875 Fensterdurchbrüche in die Mauer. | BDA-Hist.: Q37891675 Status: Bescheid Stand der BDA-Liste: 2025-06-30 Name: Wohnhaus GstNr.: .6 |
| ja    | Datei hochladen | Wohnhaus HERIS-ID: 25267 Objekt-ID: 21685                                                                   | Georgenschildstraße 8 Standort KG: Bregenz               | Das dreigeschoßige Wohnhaus mit traufseitigem Satteldach zur Straße steht hinten an die Stadtmauer angelehnt. Nach einem Stadtbrand erfolgten um 1875 Fensterdurchbrüche in die Mauer. | BDA-Hist.: Q37891660 Status: Bescheid Stand der BDA-Liste: 2025-06-30 Name: Wohnhaus GstNr.: .5 |
| ja    | Datei hochladen | Wohnhaus HERIS-ID: 25445 Objekt-ID: 21873                                                                   | Georgenschildstraße 10 Standort KG: Bregenz              | Das Wohnhaus mit traufseitigem Satteldach zur Straße steht hinten an die Stadtmauer angelehnt. Nach einem Stadtbrand erfolgten um 1875 Fensterdurchbrüche in die Mauer. | BDA-Hist.: Q37893897 Status: Bescheid Stand der BDA-Liste: 2025-06-30 Name: Wohnhaus GstNr.: .2/2 |
| ja    | Datei hochladen | Wohnhaus, Bäcken- oder Beckenturm HERIS-ID: 25444 Objekt-ID: 21872                                          | Georgenschildstraße 12 Standort KG: Bregenz              | In das Wohnhaus ist der sogenannte Beckenturm aus dem Jahr 1528 mit Kegeldach integriert. Die Wohnungseinbauten erfolgten in der 2. Hälfte des 19. Jahrhunderts. | BDA-Hist.: Q37893881 Status: Bescheid Stand der BDA-Liste: 2025-06-30 Name: Wohnhaus, Bäcken- oder Beckenturm GstNr.: .2/1                                                                                          |
| ja    | Datei hochladen | Wohnhaus HERIS-ID: 25443 Objekt-ID: 21871                                                                   | Graf-Wilhelm-Straße 1 Standort KG: Bregenz               | Das dreigeschoßige und dreiachsige Wohnhaus Graf-Wilhelm-Straße 1 wurde über einem älteren Kern mit gotischen Elementen in der ersten Hälfte des 19. Jahrhunderts errichtet. | BDA-Hist.: Q27847783 Status: Bescheid Stand der BDA-Liste: 2025-06-30 Name: Wohnhaus GstNr.: .40 |
| ja    | Datei hochladen | Wohnhaus HERIS-ID: 25442 Objekt-ID: 21870                                                                   | Graf-Wilhelm-Straße 2 Standort KG: Bregenz               | Das dreigeschoßige und dreifrontige Wohnhaus Graf-Wilhelm-Straße 2 wurde 1875 anstelle eines Vorgängerbaues von 1764 errichtet. | BDA-Hist.: Q27847781 Status: Bescheid Stand der BDA-Liste: 2025-06-30 Name: Wohnhaus GstNr.: .24 |
| ja    | Datei hochladen | Wohnhaus HERIS-ID: 25441 Objekt-ID: 21869                                                                   | Graf-Wilhelm-Straße 3 Standort KG: Bregenz               | Das Wohnhaus Graf-Wilhelm-Straße 3 hat ein gotisches Schulterbogenportal und einen spätmittelalterlichen Baukern aus dem 15./16. Jahrhundert. | BDA-Hist.: Q27847782 Status: Bescheid Stand der BDA-Liste: 2025-06-30 Name: Wohnhaus GstNr.: .39 |
| ja    | Datei hochladen | Wohnhaus HERIS-ID: 25440 Objekt-ID: 21868                                                                   | Graf-Wilhelm-Straße 4 Standort KG: Bregenz               | Das dreigeschoßige und traufständige Wohnhaus Graf-Wilhelm-Straße 4 wurde im 19. Jahrhundert über einem älteren Kern errichtet. | BDA-Hist.: Q27847780 Status: Bescheid Stand der BDA-Liste: 2025-06-30 Name: Wohnhaus GstNr.: .25 |
| ja    | Datei hochladen | Wohnhaus HERIS-ID: 25439 Objekt-ID: 21867                                                                   | Graf-Wilhelm-Straße 5 Standort KG: Bregenz               | Das zweigeschoßige und traufständige Wohnhaus Graf-Wilhelm-Straße 5 wurde im 19. Jahrhundert über einem älteren Kern errichtet und ist rückwärtig an die Stadtmauer angebaut. | BDA-Hist.: Q27847779 Status: Bescheid Stand der BDA-Liste: 2025-06-30 Name: Wohnhaus GstNr.: .1077 |
| ja    | Datei hochladen | Wohnhaus HERIS-ID: 25438 Objekt-ID: 21866                                                                   | Graf-Wilhelm-Straße 6 Standort KG: Bregenz               | Das dreigeschoßige Wohnhaus Graf-Wilhelm-Straße 6 wurde im 19. Jahrhundert über einem älteren Kern errichtet. Es hat Steingewändefenster und ein historisches Türblatt. | BDA-Hist.: Q27847778 Status: Bescheid Stand der BDA-Liste: 2025-06-30 Name: Wohnhaus GstNr.: .28 |
| ja    | Datei hochladen | Wohnhaus HERIS-ID: 25437 Objekt-ID: 21865                                                                   | Graf-Wilhelm-Straße 7 Standort KG: Bregenz               | Das zweigeschoßige Wohnhaus Graf-Wilhelm-Straße 7, in den 1930er Jahren unter Einbeziehung älterer Bausubstanz errichtet, springt gegenüber den Nachbarhäusern um eine Fensterachse vor und hat eine einfache schmucklose Fassade. | BDA-Hist.: Q27831254 Status: Bescheid Stand der BDA-Liste: 2025-06-30 Name: Wohnhaus GstNr.: .37 |
| ja    | Datei hochladen | Wohnhaus HERIS-ID: 25274 Objekt-ID: 21692                                                                   | Graf-Wilhelm-Straße 8 Standort KG: Bregenz               | Das zweigeschoßige Wohnhaus Graf-Wilhelm-Straße 8, mit spätmittelalterlichem Kern und frühneuzeitlichen Umbauten, hat eine leicht gekrümmte vierachsige Fassade und zwei Portale, wovon eines in den tonnengewölbten Keller führt. | BDA-Hist.: Q27831253 Status: Bescheid Stand der BDA-Liste: 2025-06-30 Name: Wohnhaus GstNr.: .29 |
| ja    | Datei hochladen | Wohnhaus HERIS-ID: 25273 Objekt-ID: 21691                                                                   | Graf-Wilhelm-Straße 9 Standort KG: Bregenz               | Das Doppelwohnhaus Graf-Wilhelm-Straße 9 wurde in den 2000er Jahren in historischem Stil neu errichtet. Rückseitig ist es an die Stadtmauer angebaut. | BDA-Hist.: Q27831252 Status: Bescheid Stand der BDA-Liste: 2025-06-30 Name: Wohnhaus GstNr.: .36 |
| ja    | Datei hochladen | Wohnhaus HERIS-ID: 25275 Objekt-ID: 21693                                                                   | Graf-Wilhelm-Straße 11 Standort KG: Bregenz              | Das zweigeschoßige Wohnhaus Graf-Wilhelm-Straße 11 verfügt über mittelalterliche Bausubstanz sowie über Um- und Zubauten aus dem 19. Jahrhundert. Es hat ein flaches Satteldach und ist rückseitig an die Stadtmauer angebaut. | BDA-Hist.: Q27831251 Status: Bescheid Stand der BDA-Liste: 2025-06-30 Name: Wohnhaus GstNr.: .35 |
| ja    | Datei hochladen | Wohnhaus HERIS-ID: 25276 Objekt-ID: 21694                                                                   | Graf-Wilhelm-Straße 13 Standort KG: Bregenz              | Das dreigeschoßige Wohnhaus Graf-Wilhelm-Straße 13 vereint die Bausubstanz eines ehemaligen Stadtmauerturms mit neueren Bauteilen aus dem 19. Jahrhundert. | BDA-Hist.: Q27825902 Status: Bescheid Stand der BDA-Liste: 2025-06-30 Name: Wohnhaus GstNr.: 18 |
| ja    | Datei hochladen | Villa Sonnenhügel und Gartenmauer HERIS-ID: 22980 Objekt-ID: 19327                                          | Grundreuteweg 2 Standort KG: Bregenz                     | Die eingeschoßige Villa mit Fachwerkelementen, Eckturm und angebauter Holzveranda wurde im späthistoristischen Stil errichtet. | BDA-Hist.: Q37873787 Status: Bescheid Stand der BDA-Liste: 2025-06-30 Name: Villa Sonnenhügel und Gartenmauer GstNr.: 665/2, .719 Villa Sonnenhügel, Grundreuteweg 2 (Bregenz)                                      |
| ja    | Datei hochladen | Amtsgebäude, Hypopassage, Altes Landhaus HERIS-ID: 21356 Objekt-ID: 17675                                   | Hypo-Passage 1 Standort KG: Bregenz                      | 1921 von Willibald Braun im neoklassizistischen Stil erbauter viergeschoßiger Landhaustrakt mit Landtagssitzungssaal. Giebelmosaik von Joseph Huber-Feldkirch, 1923, Eckplastik Ehreguta von Hans Piffrader, 1923. Heute Hauptgebäude der Vorarlberger Landes- und Hypothekenbank. | BDA-Hist.: Q37861521 Status: Bescheid Stand der BDA-Liste: 2025-06-30 Name: Amtsgebäude, Hypopassage, Altes Landhaus GstNr.: .312/2 Altes Landhaus (Bregenz)                                                        |
| ja    | Datei hochladen | Seekaserne, ehem. Finanzamt HERIS-ID: 21346 Objekt-ID: 17665                                                | Inselstraße 8 Standort KG: Bregenz                       | Das zweigeschoßige Gebäude mit frühhistoristischer Fassade und Ädikulaportal in der Mittelachse wurde ab 1684 errichtet. | BDA-Hist.: Q37861420 Status: § 2a Stand der BDA-Liste: 2025-06-30 Name: Seekaserne, ehem. Finanzamt GstNr.: .230 |
| ja    | Datei hochladen | Doppelwohnhaus HERIS-ID: 112412 Objekt-ID: 130589seit 2016                                                  | Josef-Huter-Straße 28, 30 Standort KG: Bregenz           | Das Doppelwohnhaus mit übergiebeltem Mitteltrakt wurde in den Jahren 1921/22 erbaut. | BDA-Hist.: Q37830662 Status: Bescheid Stand der BDA-Liste: 2025-06-30 Name: Doppelwohnhaus GstNr.: 379/9, 379/25 |
| ja    | Datei hochladen | Anlage ehem. Hauptverwaltungsgebäude der Vorarlberger Illwerke HERIS-ID: 25802 Objekt-ID: 22251seit 2019    | Josef-Huter-Straße 35 Standort KG: Bregenz               | Das ehemalige Verwaltungsgebäude der Illwerke wurde in den 1950er Jahren nach Plänen des Architekten Hugo Burtscher errichtet. Der asymmetrische Komplex besteht aus drei Baukörpern, die winkelig miteinander verbunden sind. Er ist von einer „harmonisch gestaltete Gartenanlage“ umgeben, die in den Ensembleschutz ausdrücklich einbezogen wurde. Das Bauwerk gilt als „städtebaulich einzigartige[r] Gesamtkomplex der Nachkriegsmoderne“ und „repräsentatives Glanzstück der 50er Jahre“. | BDA-Hist.: Q105640697 Status: Bescheid Stand der BDA-Liste: 2025-06-30 Name: Anlage ehem. Hauptverwaltungsgebäude der Vorarlberger Illwerke GstNr.: .1202, 379/20                                                   |
| ja    | Datei hochladen | Wohn- und Geschäftshaus HERIS-ID: 21409 Objekt-ID: 17728seit 2016                                           | Kaiserstraße 3 Standort KG: Bregenz                      | Das Wohn- und Geschäftshaus mit kleinen Dachhäuschen weist eine Fassade im Stil der Neorenaissance auf. | BDA-Hist.: Q37861930 Status: Bescheid Stand der BDA-Liste: 2025-06-30 Name: Wohn- und Geschäftshaus GstNr.: .267 |
| ja    | Datei hochladen | Wohn- und Geschäftshaus HERIS-ID: 21410 Objekt-ID: 17729seit 2017                                           | Kaiserstraße 5 Standort KG: Bregenz                      | Die späthistoristische Fassade des Wohn- und Geschäftshauses ist durch zwei seitliche Eingänge und einen Mittelerker gegliedert. | BDA-Hist.: Q37861956 Status: Bescheid Stand der BDA-Liste: 2025-06-30 Name: Wohn- und Geschäftshaus GstNr.: .266 |
| ja    | Datei hochladen | Wohn- und Geschäftshaus HERIS-ID: 21412 Objekt-ID: 17731seit 2016                                           | Kaiserstraße 13 Standort KG: Bregenz                     | Das Wohn- und Geschäftshaus weist einen seitlichen Erker mit Knickgiebel auf. Seine reich gestaltete Putz- und Klinkerfassade ist mit 1902 bezeichnet. | BDA-Hist.: Q37861988 Status: Bescheid Stand der BDA-Liste: 2025-06-30 Name: Wohn- und Geschäftshaus GstNr.: .262/1                                                                                                  |
| ja    | Datei hochladen | Kunsthaus HERIS-ID: 21343 Objekt-ID: 17662                                                                  | Karl-Tizian-Platz 1 Standort KG: Bregenz                 | Das 1997 eröffnete Kunsthaus Bregenz (KUB) zählt zu den bedeutendsten Museen für Zeitgenössische Kunst im deutschsprachigen Raum. Der Architekt Peter Zumthor gewann 1998 mit dem Projekt KUB den Mies-van-der-Rohe-Preis für Architektur. | BDA-Hist.: Q675326 Status: § 2a Stand der BDA-Liste: 2025-06-30 Name: Kunsthaus GstNr.: .201 Kunsthaus Bregenz |
| BW    | Datei hochladen | Grabdenkmal/Epitaph, Hotzedenkmal HERIS-ID: 25793 Objekt-ID: 22242                                          | Kirchplatz Standort KG: Bregenz                          | Die Inschriftplatten des ehemaligen Pyramidengrabs sind heute an der Begrenzungsmauer der Kirchhofanlage um die Stadtpfarrkirche befestigt. Sie erinnern an den Feldmarschall-Leutnant Friedrich Freiherr von Hotze. | BDA-Hist.: Q37896407 Status: § 2a Stand der BDA-Liste: 2025-06-30 Name: Grabdenkmal/Epitaph, Hotzedenkmal GstNr.: 245                                                                                               |
| ja    | Datei hochladen | Kriegerdenkmal HERIS-ID: 25794 Objekt-ID: 22243                                                             | Kirchplatz Standort KG: Bregenz                          | Das Kriegerdenkmal aus dem Jahr 1931 steht in einer parkähnlichen Anlage. | BDA-Hist.: Q37896420 Status: § 2a Stand der BDA-Liste: 2025-06-30 Name: Kriegerdenkmal GstNr.: 245 Kriegerdenkmal Bregenz by Albert Bechtold                                                                        |
| ja    | Datei hochladen | Kath. Pfarrkirche, Stadtpfarrkirche hl. Gallus HERIS-ID: 25790 Objekt-ID: 22239                             | Kirchplatz Standort KG: Bregenz                          | Vorromanische, romanische, gotische, barocke Kirche. Erstmals 1079 erwähnt. 1477 nach Brand erweitert und Turm erneuert. 1737–1740 nach Plänen von Franz Anton Beer umgebaut. | BDA-Hist.: Q1720165 Status: § 2a Stand der BDA-Liste: 2025-06-30 Name: Kath. Pfarrkirche, Stadtpfarrkirche hl. Gallus GstNr.: .393 Pfarrkirche St. Gallus (Bregenz)                                                 |
| ja    | Datei hochladen | Mesnerhaus HERIS-ID: 25098 Objekt-ID: 21514                                                                 | Kirchplatz 1 Standort KG: Bregenz                        | Das zweigeschoßige Haus mit Satteldach wurde Anfang des 20. Jahrhunderts erneuert. | BDA-Hist.: Q37890151 Status: § 2a Stand der BDA-Liste: 2025-06-30 Name: Mesnerhaus GstNr.: .398 Kirchplatz 1 (Bregenz)                                                                                              |
| ja    | Datei hochladen | Benefiziatenhaus HERIS-ID: 25097 Objekt-ID: 21513                                                           | Kirchplatz 2 Standort KG: Bregenz                        | Das zweigeschoßige Wohnhaus mit Rundbogenportal aus Sandstein stammt aus der Barockzeit. | BDA-Hist.: Q37890137 Status: § 2a Stand der BDA-Liste: 2025-06-30 Name: Benefiziatenhaus GstNr.: .397 Kirchplatz 2 (Bregenz)                                                                                        |
| ja    | Datei hochladen | Pfarrhof HERIS-ID: 25096 Objekt-ID: 21512                                                                   | Kirchplatz 3 Standort KG: Bregenz                        | Das barocke Wohnhaus mit mächtigem Walmdach ist in seinem Rundbogentor mit 1752 bezeichnet. | BDA-Hist.: Q37890129 Status: § 2a Stand der BDA-Liste: 2025-06-30 Name: Pfarrhof GstNr.: .396 Kirchplatz 3 (Bregenz)                                                                                                |
| ja    | Datei hochladen | Praebendehaus HERIS-ID: 25804 Objekt-ID: 22253                                                              | Kirchplatz 4 Standort KG: Bregenz                        | Zweigeschoßiges barockes Pfarrhaus der Pfarrkirche St. Gallus mit drei Fensterachsen zum Platz, Mansardwalmdach, Dachhäuschen, Rundbogenportal aus Sandstein, Lünettengitter. | BDA-Hist.: Q37896501 Status: § 2a Stand der BDA-Liste: 2025-06-30 Name: Praebendehaus GstNr.: .394 Kirchplatz 4 (Bregenz)                                                                                           |
| ja    | Datei hochladen | Wohnhaus HERIS-ID: 25803 Objekt-ID: 22252                                                                   | Kirchplatz 5, 7 Standort KG: Bregenz                     | Das langgestreckte eingeschoßige Wohnhaus unter einem Satteldach stammt aus dem 18. Jahrhundert. | BDA-Hist.: Q37896488 Status: § 2a Stand der BDA-Liste: 2025-06-30 Name: Wohnhaus GstNr.: .391/1, .391/2 Kirchplatz 5 + 7 (Bregenz)                                                                                  |
| ja    | Datei hochladen | Rüstkapelle, Ölberggrotte, Bogenhalle HERIS-ID: 25792 Objekt-ID: 22241                                      | neben Kirchplatz 7 Standort KG: Bregenz                  | Die rechteckige Rüstkapelle, die Ölberggrotte mit breiter Bogenöffnung sowie die zweijochige offene Bogenhalle wurden um das Jahr 1670 im Verbund stehend erbaut. | BDA-Hist.: Q37896394 Status: § 2a Stand der BDA-Liste: 2025-06-30 Name: Rüstkapelle, Ölberggrotte, Bogenhalle GstNr.: .392                                                                                          |
| ja    | Datei hochladen | Wohn- und Geschäftshaus HERIS-ID: 22976 Objekt-ID: 19323                                                    | Kirchstraße 2 Standort KG: Bregenz                       | Das Wohn- und Geschäftshaus Kirchstraße 2 wurde 1924/1925 nach Plänen von Willibald Braun errichtet. | BDA-Hist.: Q37873730 Status: Bescheid Stand der BDA-Liste: 2025-06-30 Name: Wohn- und Geschäftshaus GstNr.: .334/1                                                                                                  |
| ja    | Datei hochladen | Gasthof Zum Goldenen Hirschen HERIS-ID: 13848 Objekt-ID: 10062                                              | Kirchstraße 8 Standort KG: Bregenz                       | Das dreigeschoßige Gasthaus Zum Goldenen Hirschen, im Kern aus dem 16. oder 17. Jahrhundert, wurde 1831 erweitert und 1926 durch den Architekten Johann Anton Tscharner umgebaut. Es hat ein gemauertes Erdgeschoß mit zwei Rundbogenportalen und Sgraffitodekor und Obergeschoße mit Fachwerk. | BDA-Hist.: Q28059264 Status: Bescheid Stand der BDA-Liste: 2025-06-30 Name: Gasthof Zum Goldenen Hirschen GstNr.: .347 Gasthaus Goldener Hirschen (Bregenz)                                                         |
| ja    | Datei hochladen | Weinstube Kinz, Zum Bürgermeister HERIS-ID: 11327 Objekt-ID: 7412                                           | Kirchstraße 9 Standort KG: Bregenz                       | Das äußere Erscheinungsbild des dreifrontigen Wohn- und Geschäftshauses in der Kirchstraße 9 wurde 1897 durch Stefan Wachter geschaffen. Das markante Fresko an der Giebelseite ist ein Werk von Josef Huber-Feldkirch. | BDA-Hist.: Q28059463 Status: Bescheid Stand der BDA-Liste: 2025-06-30 Name: Weinstube Kinz, Zum Bürgermeister GstNr.: .343 Weinstube Kinz (Bregenz)                                                                 |
| ja    | Datei hochladen | Wohn- und Geschäftshaus HERIS-ID: 21407 Objekt-ID: 17726seit 2014                                           | Kirchstraße 10 Standort KG: Bregenz                      | Das Wohn- und Geschäftshaus in der Kirchstraße 10 wurde um 1667 errichtet. Im Erdgeschoß hat es eine Halle mit toskanischen Säulen. | BDA-Hist.: Q37861918 Status: Bescheid Stand der BDA-Liste: 2025-06-30 Name: Wohn- und Geschäftshaus GstNr.: .349 Kirchstraße 10 (Bregenz)                                                                           |
| ja    | Datei hochladen | Wohn- und Geschäftshaus HERIS-ID: 5938 Objekt-ID: 1812seit 2014                                             | Kirchstraße 11 Standort KG: Bregenz                      | Das Wohn- und Geschäftshaus ist ein Neorenaissancebau mit einem durch Obelisken verzierten Giebel. | BDA-Hist.: Q37864790 Status: Bescheid Stand der BDA-Liste: 2025-06-30 Name: Wohn- und Geschäftshaus GstNr.: .344 Kirchstraße 11 (Bregenz)                                                                           |
| ja    | Datei hochladen | Wohn- und Geschäftshaus HERIS-ID: 22949 Objekt-ID: 19296                                                    | Kirchstraße 12 Standort KG: Bregenz                      | Das Wohn- und Geschäftshaus mit einem Rundbogenportal stammt im Kern aus dem 16. Jahrhundert. | BDA-Hist.: Q37873330 Status: Bescheid Stand der BDA-Liste: 2025-06-30 Name: Wohn- und Geschäftshaus GstNr.: .350 Kirchstraße 12 (Bregenz)                                                                           |
| ja    | Datei hochladen | Wohn- und Geschäftshaus HERIS-ID: 22950 Objekt-ID: 19297                                                    | Kirchstraße 14 Standort KG: Bregenz                      | Das dreigeschoßige Haus mit dem Giebel zur Straße und gequadertem Sandsteinportal wurde im Jahr 1621 erbaut. | BDA-Hist.: Q37873344 Status: Bescheid Stand der BDA-Liste: 2025-06-30 Name: Wohn- und Geschäftshaus GstNr.: .351 Kirchstraße 14 (Bregenz)                                                                           |
| ja    | Datei hochladen | Bürgerhaus HERIS-ID: 21391 Objekt-ID: 17710                                                                 | Kirchstraße 18 Standort KG: Bregenz                      | Das freistehende Wohnhaus mit Satteldach zur Straße stammt aus dem 19. Jahrhundert. | BDA-Hist.: Q60036311 Status: § 2a Stand der BDA-Liste: 2025-06-30 Name: Bürgerhaus GstNr.: .369 Kirchstraße 18 (Bregenz)                                                                                            |
| ja    | Datei hochladen | Wohn- und Geschäftshaus HERIS-ID: 21399 Objekt-ID: 17718                                                    | Kirchstraße 19 Standort KG: Bregenz                      | Das viergeschoßige historistische Bürgerhaus weist eine rasterartige biedermeierliche Fassade mit leichtem Knick auf. | BDA-Hist.: Q37861887 Status: Bescheid Stand der BDA-Liste: 2025-06-30 Name: Wohn- und Geschäftshaus GstNr.: .353 |
| ja    | Datei hochladen | Stadtpalais, Landesarchiv, Palais Waldburg-Wolfegg HERIS-ID: 25785 Objekt-ID: 22234                         | Kirchstraße 28 Standort KG: Bregenz                      | Der barocke Teil des Palais Waldburg-Wolfegg, ein mächtiger dreigeschoßiger Rechteckbau mit Satteldach, wurde 1688 bis 1690 errichtet, möglicherweise von Baumeister Johann Georg Kuen, und nach 1732 umgebaut. Ab 1850 diente es als Dienstwohnung des Vorarlberger Landeshauptmanns und wurde 1901 an der Rückseite erweitert. 1920 wurde es dem Vorarlberger Landesarchiv zur Verfügung gestellt. Der Anbau von 1931/1932 von Willibald Braun dient als Archivspeicher. | BDA-Hist.: Q37896295 Status: § 2a Stand der BDA-Liste: 2025-06-30 Name: Stadtpalais, Landesarchiv, Palais Waldburg-Wolfegg GstNr.: .374/1 Stadtpalais Waldburg-Wolfegg, Bregenz                                     |
| ja    | Datei hochladen | Kapuzinerkloster u. -kirche hl. Antonius von Padua HERIS-ID: 25786 Objekt-ID: 22235                         | Kapuzinergasse 1, Kirchstraße 36–38 Standort KG: Bregenz | 1639 von den Kapuzinern gegründetes Kloster (Bau ab 1638 durch die Baumeister Gebrüder Kuen). Blieb 1647 von Plünderung und Mord verschont, als Bregenz von den Schweden erobert wurde. 1996 von den Schwestern der hl. Klara übernommen. | BDA-Hist.: Q37896309 Status: § 2a Stand der BDA-Liste: 2025-06-30 Name: Kapuzinerkloster u. -kirche hl. Antonius von Padua GstNr.: .380 Kapuzinerkloster u. -kirche hl. Antonius von Padua (Bregenz)                |
| ja    | Datei hochladen | Bürgerhaus, Gasthaus, Zeh-Bäck HERIS-ID: 13856 Objekt-ID: 10071                                             | Kirchstraße 39 Standort KG: Bregenz                      | Die Biedermeierfassade des dreigeschoßigen Hauses ist durch Bänderung und Pilaster reich gegliedert. | BDA-Hist.: Q37715745 Status: Bescheid Stand der BDA-Liste: 2025-06-30 Name: Bürgerhaus, Gasthaus, Zeh-Bäck GstNr.: .367, .368                                                                                       |
| ja    | Datei hochladen | Wohnhaus HERIS-ID: 25789 Objekt-ID: 22238                                                                   | Kirchstraße 57 Standort KG: Bregenz                      | Das Obergeschoß des langgestreckten zweigeschoßigen Hauses ist vorkragend und mit Fachwerk verziert. | BDA-Hist.: Q37896339 Status: § 2a Stand der BDA-Liste: 2025-06-30 Name: Wohnhaus GstNr.: .389 Wohnhaus, Kirchstraße 57, Bregenz                                                                                     |
| ja    | Datei hochladen | Kath. Stadtpfarrkirche Zum Heiligsten Herzen Jesu HERIS-ID: 21349 Objekt-ID: 17668                          | Kolpingplatz Standort KG: Bregenz                        | Die 1905–1908 erbaute dreischiffige Basilika mit neugotischen Altären und Kanzel ist mit den beiden 62 m hohen Türmen das größte neugotische Bauwerk im Bodenseeraum. | BDA-Hist.: Q1576510 Status: § 2a Stand der BDA-Liste: 2025-06-30 Name: Kath. Stadtpfarrkirche Zum Heiligsten Herzen Jesu GstNr.: .775 Herz-Jesu-Kirche (Bregenz)                                                    |
| ja    | Datei hochladen | Pfarrhaus Herz Jesu HERIS-ID: 21350 Objekt-ID: 17669                                                        | Kolpingplatz 1 Standort KG: Bregenz                      | Das villenartige Pfarrhaus mit Mittelerker und geschweiftem Zwerchgiebel wurde im Jahr 1916 erbaut. | BDA-Hist.: Q37861463 Status: § 2a Stand der BDA-Liste: 2025-06-30 Name: Pfarrhaus Herz Jesu GstNr.: .173 Pfarrhaus Bregenz                                                                                          |
| ja    | Datei hochladen | Mesnerhaus, Gugger-Haus HERIS-ID: 21351 Objekt-ID: 17670                                                    | Kolpingplatz 3, 5 Standort KG: Bregenz                   | Das zweigeschoßige Mesnerhaus mit Fachwerk über dem gemauerten Erdgeschoß ist im Rundbogenportal mit 1611 bezeichnet. Im Obergeschoß ist es mit dem benachbarten Guggerhaus verbunden. | BDA-Hist.: Q37861479 Status: § 2a Stand der BDA-Liste: 2025-06-30 Name: Mesnerhaus, Gugger-Haus GstNr.: .172, .174                                                                                                  |
| ja    | Datei hochladen | Wohnhaus, Hundsgräfinhaus HERIS-ID: 22977 Objekt-ID: 19324                                                  | Kolumbanstraße 2 Standort KG: Bregenz                    | Hier wohnten 1815–1822 Franz Josef Waitzenegger, 1824–1828 die Hundsgräfin Emilie Kraus von Wolfsberg und 1848–1858 Faustin Ens. | BDA-Hist.: Q37873740 Status: Bescheid Stand der BDA-Liste: 2025-06-30 Name: Wohnhaus, Hundsgräfinhaus GstNr.: .423 Hundsgräfinhaus Bregenz Vbg                                                                      |
| ja    | Datei hochladen | Doppelwohnhaus Ender HERIS-ID: 24302 Objekt-ID: 20688seit 2019                                              | Kolumbanstraße 4, 6 Standort KG: Bregenz                 | Das 1921 von Willibald Braun erbaute Heimatstil-Doppelhaus hat einen barockisierenden Giebel und verdachte Eingänge. | BDA-Hist.: Q105640692 Status: Bescheid Stand der BDA-Liste: 2025-06-30 Name: Doppelwohnhaus Ender GstNr.: .861/2, .861/1                                                                                            |
| ja    | Datei hochladen | Neptunsbrunnen HERIS-ID: 21347 Objekt-ID: 17666                                                             | bei Kornmarktplatz 2 Standort KG: Bregenz                | Der gusseiserne Brunnen mit einer Neptunsplastik ist mit 1868 bezeichnet. | BDA-Hist.: Q37861439 Status: § 2a Stand der BDA-Liste: 2025-06-30 Name: Neptunsbrunnen GstNr.: 754/3 Neptunsbrunnen (Bregenz)                                                                                       |
| ja    | Datei hochladen | Nepomukkapelle HERIS-ID: 21372 Objekt-ID: 17691                                                             | Kornmarktstraße Standort KG: Bregenz                     | Die Grabkapelle für den Theologen Franz Wilhelm Haas wurde nach einem Entwurf von Johann Michael Beer um 1757 nahe dem Kornmarktplatz erbaut. Der barocke Zentralbau mit Kuppel (Rotunde) beherbergt einen reich ausgestatteten Hochaltar mit Barockstatuen von St. Joachim und Anna Selbdritt. Statue des heiligen Nepomuk aus Sandstein über dem Rundbogen-Portal. | BDA-Hist.: Q23541687 Status: § 2a Stand der BDA-Liste: 2025-06-30 Name: Nepomukkapelle GstNr.: .204 Nepomukkapelle (Bregenz)                                                                                        |
| ja    | Datei hochladen | Gasthaus, Kornmesserhaus HERIS-ID: 22954 Objekt-ID: 19301                                                   | Kornmarktstraße 5 Standort KG: Bregenz                   | Das freistehende Haus mit zwei Rundbogenöffnungen und traufseitigem Satteldach zur Straße wurde um 1720 erbaut. | BDA-Hist.: Q37873429 Status: Bescheid Stand der BDA-Liste: 2025-06-30 Name: Gasthaus, Kornmesserhaus GstNr.: .203 Kornmarktstrasse 5 (Bregenz)                                                                      |
| ja    | Datei hochladen | Wohn- und Geschäftshaus, Böhmhaus; Braunhaus HERIS-ID: 22956 Objekt-ID: 19303                               | Kornmarktstraße 7 Standort KG: Bregenz                   | Nach Renovierung von 1896 späthistoristische barockisierende Fassade, mächtiger Giebel mit Ochsenaugen und Madonnenfigur, Putzdekor, straßenseitig Wappen. | BDA-Hist.: Q37873442 Status: Bescheid Stand der BDA-Liste: 2025-06-30 Name: Wohn- und Geschäftshaus, Böhmhaus; Braunhaus GstNr.: .200/1 Kornmarktstrasse 7 (Bregenz)                                                |
| ja    | Datei hochladen | Wohn- und Geschäftshaus HERIS-ID: 22957 Objekt-ID: 19304                                                    | Kornmarktstraße 8 Standort KG: Bregenz                   | Das dreigeschoßige Haus mit schlichter historistischer Fassade und dem Giebel zur Straße stammt im Kern aus der Zeit um 1600. | BDA-Hist.: Q37873455 Status: Bescheid Stand der BDA-Liste: 2025-06-30 Name: Wohn- und Geschäftshaus GstNr.: .218 Kornmarktstrasse 8 (Bregenz)                                                                       |
| ja    | Datei hochladen | Wohnhaus, Verpflegsstation HERIS-ID: 13849 Objekt-ID: 10063                                                 | Martinsgasse 1 Standort KG: Bregenz                      | Die sogenannte Verpflegsstation mit Giebel zur Straße wurde im 18. Jahrhundert umgebaut. | BDA-Hist.: Q37715417 Status: Bescheid Stand der BDA-Liste: 2025-06-30 Name: Wohnhaus, Verpflegsstation GstNr.: .47 Martinsgasse 1 (Bregenz)                                                                         |
| ja    | Datei hochladen | Wohnhaus HERIS-ID: 25433 Objekt-ID: 21861                                                                   | Martinsgasse 2 Standort KG: Bregenz                      | | BDA-Hist.: Q37893780 Status: Bescheid Stand der BDA-Liste: 2025-06-30 Name: Wohnhaus GstNr.: .44 |
| ja    | Datei hochladen | Martinsturm und -kapelle HERIS-ID: 25278 Objekt-ID: 21697                                                   | Martinsgasse 1–3b Standort KG: Bregenz                   | Im 13. Jahrhundert als adliger Wohnturm mit Getreidespeicher im ersten Hof der Grafen von Bregenz in der Oberstadt gebaut. 1599–1602 von Benedetto Prato aus Roveredo (Graubünden) um drei Geschoße erhöht sowie mit Zwiebeldach versehen (erstes Barockbauwerk am Bodensee; Turmzwiebelhaube größte Mitteleuropas). Das Prunkgebäude wurde nach dem großen Stadtbrand 1581 zusätzlich „Hochwacht zur Brandbeschau“ durch den „Türmer“. Von 1985 bis 2011 war im Martinsturm ein kleines militärgeschichtliches Museum eingerichtet; seit Ende April 2015 ist es ein stadtgeschichtliches Museum mit Dauerausstellung. Martinskapelle mit einem spätromanischen Kernbau und bemerkenswerten Freskenzyklen von 1360 und 1420. | BDA-Hist.: Q1905741 Status: Bescheid Stand der BDA-Liste: 2025-06-30 Name: Martinsturm und -kapelle GstNr.: .45, .46 Martinsturm (Bregenz)                                                                          |
| ja    | Datei hochladen | Wohnhaus HERIS-ID: 22946 Objekt-ID: 19293                                                                   | Martinsgasse 4 Standort KG: Bregenz                      | Das Wohnhaus mit vermauerten Fensteröffnungen im Erdgeschoß steht traufseitig zur Straße. | BDA-Hist.: Q37873300 Status: Bescheid Stand der BDA-Liste: 2025-06-30 Name: Wohnhaus GstNr.: .41 |
| ja    | Datei hochladen | Wohnhaus HERIS-ID: 25299 Objekt-ID: 21718                                                                   | Martinsgasse 5 Standort KG: Bregenz                      | Das Wohnhaus steht hinten an die Stadtmauer angelehnt. | BDA-Hist.: Q37892201 Status: Bescheid Stand der BDA-Liste: 2025-06-30 Name: Wohnhaus GstNr.: .38/2, 24/2 Martinsgasse 5 (Bregenz)                                                                                   |
| ja    | Datei hochladen | Wohnhaus, ehemaliges Stockhaus (Gefangenenhaus) HERIS-ID: 25298 Objekt-ID: 21717                            | Martinsgasse 7 Standort KG: Bregenz                      | | BDA-Hist.: Q37892182 Status: Bescheid Stand der BDA-Liste: 2025-06-30 Name: Wohnhaus, ehemaliges Stockhaus (Gefangenenhaus) GstNr.: .38/1                                                                           |
| ja    | Datei hochladen | Wohnhaus HERIS-ID: 25297 Objekt-ID: 21716                                                                   | Martinsgasse 9 Standort KG: Bregenz                      | Das Wohnhaus steht hinten an die Stadtmauer angelehnt. | BDA-Hist.: Q37892165 Status: Bescheid Stand der BDA-Liste: 2025-06-30 Name: Wohnhaus GstNr.: 16/5, .1132 |
| ja    | Datei hochladen | Bürgerhaus, Deuringhaus HERIS-ID: 22967 Objekt-ID: 19314                                                    | Maurachgasse 3 Standort KG: Bregenz                      | Das zweigeschoßige Bürgerhaus stammt im Kern aus dem 16. Jahrhundert. Über einer wieder freigelegten spätgotischen Rundbogenöffnung ist das Wappen der Deuring zu sehen. | BDA-Hist.: Q37873604 Status: Bescheid Stand der BDA-Liste: 2025-06-30 Name: Bürgerhaus, Deuringhaus GstNr.: .79 Maurachgasse 3 (Bregenz)                                                                            |
| ja    | Datei hochladen | Wohn- und Geschäftshaus HERIS-ID: 22968 Objekt-ID: 19315                                                    | Maurachgasse 4 Standort KG: Bregenz                      | Das Erdgeschoß des Hauses ist durch gequaderte Pilaster gegliedert, an die links ein klassizistisches Korbbogenportal anschließt. | BDA-Hist.: Q37873618 Status: Bescheid Stand der BDA-Liste: 2025-06-30 Name: Wohn- und Geschäftshaus GstNr.: .75 Maurachgasse 4 (Bregenz)                                                                            |
| ja    | Datei hochladen | Gasthaus, Weinstube Ilge HERIS-ID: 13857 Objekt-ID: 10072                                                   | Maurachgasse 6 Standort KG: Bregenz                      | Die Malereien am Erker des zweigeschoßigen Gasthauses stammen aus dem Jahr 1957. | BDA-Hist.: Q37715764 Status: Bescheid Stand der BDA-Liste: 2025-06-30 Name: Gasthaus, Weinstube Ilge GstNr.: .73 Maurachgasse 6 und 8 (Bregenz)                                                                     |
| ja    | Datei hochladen | Bürgerhaus, Weinstube Ilge HERIS-ID: 22969 Objekt-ID: 19316                                                 | Maurachgasse 7 Standort KG: Bregenz                      | | BDA-Hist.: Q37873630 Status: Bescheid Stand der BDA-Liste: 2025-06-30 Name: Bürgerhaus, Weinstube Ilge GstNr.: .82/1                                                                                                |
| ja    | Datei hochladen | Wohn- und Geschäftshaus HERIS-ID: 23650 Objekt-ID: 20012                                                    | Maurachgasse 8 Standort KG: Bregenz                      | Das Wohn- und Geschäftshaus in der Maurachgasse 8 hängt mit den Häusern 4 und 6 in einer Flucht zusammen und hat ein verandenartig ausgeführtes Obergeschoß. | BDA-Hist.: Q37878019 Status: Bescheid Stand der BDA-Liste: 2025-06-30 Name: Wohn- und Geschäftshaus GstNr.: .73 Maurachgasse 6 und 8 (Bregenz)                                                                      |
| ja    | Datei hochladen | Bürgerhaus HERIS-ID: 22961 Objekt-ID: 19308                                                                 | Maurachgasse 9 Standort KG: Bregenz                      | | BDA-Hist.: Q37873508 Status: Bescheid Stand der BDA-Liste: 2025-06-30 Name: Bürgerhaus GstNr.: .83 |
| ja    | Datei hochladen | Wohn- und Geschäftshaus HERIS-ID: 22962 Objekt-ID: 19309                                                    | Maurachgasse 10 Standort KG: Bregenz                     | Das viergeschoßige Haus weist eine einfache historistische Fassade auf. | BDA-Hist.: Q37873524 Status: Bescheid Stand der BDA-Liste: 2025-06-30 Name: Wohn- und Geschäftshaus GstNr.: .72 Maurachgasse 10 (Bregenz)                                                                           |
| ja    | Datei hochladen | Wohnhaus, ehem. Gasthaus Maurachbund HERIS-ID: 22963 Objekt-ID: 19310                                       | Maurachgasse 11 Standort KG: Bregenz                     | Das ehemalige Gasthaus stammt im Kern aus dem 16. Jahrhundert. Das Korbbogenportal ist mit 1802 bezeichnet. | BDA-Hist.: Q37873553 Status: Bescheid Stand der BDA-Liste: 2025-06-30 Name: Wohnhaus, ehem. Gasthaus Maurachbund GstNr.: .84                                                                                        |
| ja    | Datei hochladen | Wohn- und Geschäftshaus HERIS-ID: 22964 Objekt-ID: 19311                                                    | Maurachgasse 12 Standort KG: Bregenz                     | Das dreigeschoßige Haus weist einen Zwerchgiebel und ein Dachhäuschen auf. | BDA-Hist.: Q37873564 Status: Bescheid Stand der BDA-Liste: 2025-06-30 Name: Wohn- und Geschäftshaus GstNr.: .71 |
| ja    | Datei hochladen | Wohn- und Geschäftshaus HERIS-ID: 22966 Objekt-ID: 19313                                                    | Maurachgasse 14 Standort KG: Bregenz                     | Das dreigeschoßige Haus weist einen Zwerchgiebel und ein Dachhäuschen auf. | BDA-Hist.: Q37873591 Status: Bescheid Stand der BDA-Liste: 2025-06-30 Name: Wohn- und Geschäftshaus GstNr.: .70 |
| ja    | Datei hochladen | Bürgerhaus HERIS-ID: 22965 Objekt-ID: 19312                                                                 | Maurachgasse 13 Standort KG: Bregenz                     | | BDA-Hist.: Q37873580 Status: Bescheid Stand der BDA-Liste: 2025-06-30 Name: Bürgerhaus GstNr.: .85 |
| ja    | Datei hochladen | Wohn- und Geschäftshaus HERIS-ID: 22970 Objekt-ID: 19317                                                    | Maurachgasse 16 Standort KG: Bregenz                     | Die Fassade des stattlichen Hauses ist im altdeutschen Stil gestaltet, mit gotisierenden Details in den Fensterbekrönungen. | BDA-Hist.: Q37873642 Status: Bescheid Stand der BDA-Liste: 2025-06-30 Name: Wohn- und Geschäftshaus GstNr.: .69 |
| ja    | Datei hochladen | Bürgerhaus, Malfer Haus HERIS-ID: 22971 Objekt-ID: 19318                                                    | Maurachgasse 17 Standort KG: Bregenz                     | Das zweigeschoßige Bürgerhaus stammt aus der Zeit um 1800. Zu dem erhöhten Korbbogenportal führt eine Freitreppe. | BDA-Hist.: Q37873653 Status: Bescheid Stand der BDA-Liste: 2025-06-30 Name: Bürgerhaus, Malfer Haus GstNr.: .87 Malfer Haus (Bregenz)                                                                               |
| ja    | Datei hochladen | Brunnen HERIS-ID: 25801 Objekt-ID: 22250                                                                    | zwischen Maurachgasse 17 und 19 Standort KG: Bregenz     | Zwischen Maurachgasse 17 und 19 steht ein gusseiserner Brunnen aus der Zeit um 1870. | BDA-Hist.: Q37896472 Status: § 2a Stand der BDA-Liste: 2025-06-30 Name: Brunnen GstNr.: 764 Brunnen Maurachgasse |
| ja    | Datei hochladen | Ansitz Blumenegg HERIS-ID: 22972 Objekt-ID: 19319                                                           | Maurachgasse 19 Standort KG: Bregenz                     | Der Ansitz Blumenegg, ein dreigeschoßiger kubischer Bau mit Mansardenwalmdach und Gauben, wurde im 16. Jahrhundert auf den Grundmauern eines 1322 genannten Vorgängerbaus für die Grafen von Blumenegg errichtet. Die Fassadierung ist ein Werk des 19. Jahrhunderts. | BDA-Hist.: Q37873665 Status: Bescheid Stand der BDA-Liste: 2025-06-30 Name: Ansitz Blumenegg GstNr.: .89/1 Ansitz Blumenegg (Bregenz)                                                                               |
| ja    | Datei hochladen | Wohn- und Geschäftshaus HERIS-ID: 22973 Objekt-ID: 19320                                                    | Maurachgasse 20 Standort KG: Bregenz                     | Das dreigeschoßige und dreiachsige Wohnhaus unter einem Satteldach steht traufseitig zur Straße. | BDA-Hist.: Q37873691 Status: Bescheid Stand der BDA-Liste: 2025-06-30 Name: Wohn- und Geschäftshaus GstNr.: .67 |
| ja    | Datei hochladen | Bürgerhaus HERIS-ID: 22958 Objekt-ID: 19305                                                                 | Maurachgasse 22 Standort KG: Bregenz                     | Das dreigeschoßige Wohnhaus unter einem Satteldach steht traufseitig zur Straße. | BDA-Hist.: Q37873468 Status: Bescheid Stand der BDA-Liste: 2025-06-30 Name: Bürgerhaus GstNr.: .66 |
| ja    | Datei hochladen | Bürgerhaus HERIS-ID: 22959 Objekt-ID: 19306                                                                 | Maurachgasse 28 Standort KG: Bregenz                     | Das viergeschoßige und zweiachsige Wohnhaus aus der ersten Hälfte des 19. Jahrhunderts hat einen Giebelaufbau von 1902 und wurde in jüngerer Zeit renoviert. | BDA-Hist.: Q37873481 Status: Bescheid Stand der BDA-Liste: 2025-06-30 Name: Bürgerhaus GstNr.: .63/1 |
| ja    | Datei hochladen | Bürgerhaus HERIS-ID: 22960 Objekt-ID: 19307                                                                 | Maurachgasse 30 Standort KG: Bregenz                     | Das Bürgerhaus in der Maurachgasse 30 hat einen über beide Obergeschoße hochgezogenen Erker und einen geschweiften Giebel. | BDA-Hist.: Q37873494 Status: Bescheid Stand der BDA-Liste: 2025-06-30 Name: Bürgerhaus GstNr.: .62 |
| ja    | Datei hochladen | Wohnhaus HERIS-ID: 22975 Objekt-ID: 19322                                                                   | Maurachgasse 32 Standort KG: Bregenz                     | Das Bürgerhaus mit pflanzlichem Jugendstildekor wurde in den Jahren 1903/04 erbaut. | BDA-Hist.: Q37873717 Status: Bescheid Stand der BDA-Liste: 2025-06-30 Name: Wohnhaus GstNr.: .61 Haus Schertler (Bregenz)                                                                                           |
| ja    | Datei hochladen | Ansitz Grünholz HERIS-ID: 25296 Objekt-ID: 21715                                                            | Mildenbergstraße 1 Standort KG: Bregenz                  | Das mächtige dreigeschoßige Steinhaus unter einem steilen Satteldach ist im Kern spätgotisch. Die zum Teil steingerahmten Fenster stammen aus dem 16. und 17. Jahrhundert. | BDA-Hist.: Q37892151 Status: Bescheid Stand der BDA-Liste: 2025-06-30 Name: Ansitz Grünholz GstNr.: .519 Ansitz Grünholz, Mildenbergstraße 1 (Bregenz)                                                              |
| ja    | Datei hochladen | Ansitz Mildenberg HERIS-ID: 25295 Objekt-ID: 21714                                                          | Mildenbergstraße 2 Standort KG: Bregenz                  | Der Ansitz Mildenberg, im 15. Jahrhundert das Hausgut der Grafen von Montfort, ist ein zweigeschoßiges Gebäude mit Krüppelwalmdach. Im Laufe der Zeit wurde er mehrfach verändert und fand schließlich als Wohnhaus Verwendung. | BDA-Hist.: Q37892130 Status: Bescheid Stand der BDA-Liste: 2025-06-30 Name: Ansitz Mildenberg GstNr.: .514 Ansitz Mildenberg, Mildenbergstraße 2 (Bregenz)                                                          |
| ja    | Datei hochladen | Wohnhaus, ehem. Gesindehaus des Ansitzes Lößler HERIS-ID: 25277 Objekt-ID: 21695                            | Mildenbergstraße 9 Standort KG: Bregenz                  | Das ehemalige Gesindehaus ist ein zweigeschoßiger Bau unter einem Satteldach und stammt aus dem 16. Jahrhundert. | BDA-Hist.: Q37891808 Status: Bescheid Stand der BDA-Liste: 2025-06-30 Name: Wohnhaus, ehem. Gesindehaus des Ansitzes Lößler GstNr.: .516/1 Gesindehaus des Ansitzes Lößler, Mildenbergstraße 9 (Bregenz)            |
| ja    | Datei hochladen | Ansitz Lößler HERIS-ID: 25294 Objekt-ID: 21713                                                              | Mildenbergstraße 11 Standort KG: Bregenz                 | Der Ansitz Lößler, ein dreigeschoßiger rechteckiger Renaissancebau mit Satteldach, der auf einem erhöhten Kellergeschoß steht, wurde zwischen 1596 und 1613 anstelle eines 1390 erwähnten Anwesens für den Bregenzer Landschreiber Michael Witweiler errichtet. Die neoklassizistische Fassade wurde 1893/1894 geschaffen. | BDA-Hist.: Q37892112 Status: Bescheid Stand der BDA-Liste: 2025-06-30 Name: Ansitz Lößler GstNr.: .515/1 Ansitz Lößler, Mildenbergstraße 11 (Bregenz)                                                               |
| ja    | Datei hochladen | Amtsgebäude, Grünes Haus – Landwirtschaftskammer HERIS-ID: 21345 Objekt-ID: 17664                           | Montfortstraße 4 Standort KG: Bregenz                    | Heute Sitz der Landwirtschaftskammer Vorarlberg. Willibald Braun erstellte das Gebäude 1925/1926 mit stark vereinfachten klassizistischen Architekturelementen im Sinne einer repräsentativen aber sachlich reduzierten Architektur. Spuren von Expressionismus (Arkaden) und Heimatschutzarchitektur (Erkertürmchen) ergänzen das Gesamtwerk. | BDA-Hist.: Q37861404 Status: § 2a Stand der BDA-Liste: 2025-06-30 Name: Amtsgebäude, Grünes Haus – Landwirtschaftskammer GstNr.: .917 Vorarlberger Bauernkammer                                                     |
| ja    | Datei hochladen | Seekapelle hll. Georg und Unserer Lieben Frau HERIS-ID: 21373 Objekt-ID: 17692                              | Rathausstraße 4 Standort KG: Bregenz                     | Die Seekapelle wurde 1445 zum Gedenken an den Sieg über die Appenzeller (1408) errichtet und 1698/99 nach den Plänen von Christian Thumb durch Kaspar Held im Barockstil an das Bregenzer Rathaus angebaut. Die Seekapelle besitzt einen bemerkenswerten Renaissance-Hochaltar von Esaias Gruber aus dem Jahre 1615, der ursprünglich in der Schlosskapelle des Schlosses Hofen in Lochau stand. | BDA-Hist.: Q37861660 Status: § 2a Stand der BDA-Liste: 2025-06-30 Name: Seekapelle hll. Georg und Unserer Lieben Frau GstNr.: .127 Seekapelle (Bregenz)                                                             |
| ja    | Datei hochladen | Rathaus/Gemeindeamt HERIS-ID: 21369 Objekt-ID: 17688                                                        | Rathausstraße 4 Standort KG: Bregenz                     | Das ursprüngliche Lagerhaus dient seit Beginn des 19. Jahrhunderts als städtisches Rathaus. Die Fassade wurde 1898 im Stil der Spätrenaissance umgestaltet (Mosaikmedaillons). | BDA-Hist.: Q33133785 Status: § 2a Stand der BDA-Liste: 2025-06-30 Name: Rathaus/Gemeindeamt GstNr.: .126 Rathaus Bregenz                                                                                            |
| ja    | Datei hochladen | Wohn- und Geschäftshaus HERIS-ID: 22974 Objekt-ID: 19321                                                    | Rathausstraße 7 Standort KG: Bregenz                     | 1892 erbautes Wohn- und Geschäftshaus mit späthistoristischer Fassade, reich gestalteten Dachhäuschen, einem hölzernen altdeutschen Haus- und Geschäftsportal sowie vollständig erhaltener Fassadenmalerei mit imitiertem Klinker und grotesken Rollwerk-Fensterumrahmungen. | BDA-Hist.: Q37873703 Status: Bescheid Stand der BDA-Liste: 2025-06-30 Name: Wohn- und Geschäftshaus GstNr.: .114 |
| ja    | Datei hochladen | Löwenapotheke HERIS-ID: 21417 Objekt-ID: 17736seit 2016                                                     | Rathausstraße 15 Standort KG: Bregenz                    | Der hohe sezessionistische Bau mit flachem, übergiebeltem Erker stammt aus dem Jahr 1913. | BDA-Hist.: Q37862017 Status: Bescheid Stand der BDA-Liste: 2025-06-30 Name: Löwenapotheke GstNr.: .118/1, .118/2 Löwen-Apotheke (Bregenz)                                                                           |
| ja    | Datei hochladen | Wohn- und Geschäftshaus HERIS-ID: 13852 Objekt-ID: 10067                                                    | Rathausstraße 27 Standort KG: Bregenz                    | Das Wohnhaus mit mächtigem Kreuzgiebel stammt im Kern aus dem 17. Jahrhundert. | BDA-Hist.: Q37715601 Status: Bescheid Stand der BDA-Liste: 2025-06-30 Name: Wohn- und Geschäftshaus GstNr.: .124/1 Rathausstraße 27 (Bregenz)                                                                       |
| ja    | Datei hochladen | Wohn- und Geschäftshaus HERIS-ID: 21389 Objekt-ID: 17708seit 2016                                           | Rathausstraße 33 Standort KG: Bregenz                    | Das späthistoristische Haus mit altdeutschem Fassadendekor sowie Eckerker samt Zwiebelturm wurde im Jahr 1889 erbaut. | BDA-Hist.: Q37861807 Status: Bescheid Stand der BDA-Liste: 2025-06-30 Name: Wohn- und Geschäftshaus GstNr.: .659 |
| ja    | Datei hochladen | Wohn- und Geschäftshaus HERIS-ID: 21390 Objekt-ID: 17709seit 2016                                           | Rathausstraße 35, 35a Standort KG: Bregenz               | Das Heimatstilhaus mit sezessionistischer Eingangstür und mächtigem Doppelgiebel wurde im Jahr 1907 erbaut. | BDA-Hist.: Q37861819 Status: Bescheid Stand der BDA-Liste: 2025-06-30 Name: Wohn- und Geschäftshaus GstNr.: .231/1, .231/2                                                                                          |
| ja    | Datei hochladen | Höhere Technische Lehranstalt HERIS-ID: 25105 Objekt-ID: 21521                                              | Reichsstraße 4 Standort KG: Bregenz                      | Die HTL Bregenz verfügt über einen viergeschoßigen Haupttrakt mit vorgesetztem Eckturm, Klinkerfassade und durchgehenden Fensterbändern, der 1928 bis 1937 nach Plänen der Architekten Rudolf Melichar, Karl Breuer und Oswald Tauber erbaut wurde, sowie über eine 1990 bis 1997 errichtete Erweiterung von Carlo Baumschlager, Dietmar Eberle und Norbert Schweitzer. | BDA-Hist.: Q18912989 Status: § 2a Stand der BDA-Liste: 2025-06-30 Name: HTL GstNr.: .186 Höhere Technische Lehranstalt Bregenz                                                                                      |
| ja    | Datei hochladen | Bilgerikaserne HERIS-ID: 13850 Objekt-ID: 10064                                                             | Reichsstraße 18 Standort KG: Bregenz                     | Die Bilgerikaserne, Sitz des Vorarlberger Militärkommandos, wurde 1863 errichtet. | BDA-Hist.: Q2751424 Status: Bescheid Stand der BDA-Liste: 2025-06-30 Name: Bilgerikaserne GstNr.: .561/1, .831, .832, .1008, .1010, .1209 Bilgeri-Kaserne (Bregenz)                                                 |
| ja    | Datei hochladen | Ehem. Militärbad HERIS-ID: 21344 Objekt-ID: 17663                                                           | bei Reichsstraße 23 Standort KG: Bregenz                 | Die von den Bregenzern „Mili“ genannte historische Badeanstalt, ist ein U-förmiger Holzpfahlbau an der Pipeline von Bregenz. | BDA-Hist.: Q37861387 Status: § 2a Stand der BDA-Liste: 2025-06-30 Name: Ehem. Militärbad GstNr.: 737/1 Mili, Bregenz                                                                                                |
| ja    | Datei hochladen | Wohn- und Geschäftshaus HERIS-ID: 113231 Objekt-ID: 131508seit 2018                                         | Römerstraße 1, 2, 3 Standort KG: Bregenz                 | Das langgestreckte Wohnhaus mit leicht gekrümmter Fassade wurde in den Jahren 1924/25 erbaut. | BDA-Hist.: Q105647055 Status: § 57-Mandatsbescheid Stand der BDA-Liste: 2025-06-30 Name: Wohn- und Geschäftshaus GstNr.: .334/1, .334/2, .334/3                                                                     |
| ja    | Datei hochladen | Bürgerhäuser HERIS-ID: 13851 Objekt-ID: 10065                                                               | Römerstraße 9, 11 Standort KG: Bregenz                   | Das dreigeschoßige historistische Bürgerhaus weist einen vorspringenden Erker auf. | BDA-Hist.: Q37715504 Status: Bescheid Stand der BDA-Liste: 2025-06-30 Name: Bürgerhäuser GstNr.: .435/1, .435/4 Bürgerhaus Römerstraße 9, 11 (Bregenz)                                                              |
| ja    | Datei hochladen | Bürgerhaus HERIS-ID: 21361 Objekt-ID: 17680                                                                 | Römerstraße 14 Standort KG: Bregenz                      | Die Fassade des dreigeschoßigen frühhistoristischen Bürgerhauses ist mit einem flachen Mittelrisalit, einen Gitterbalkon im ersten Obergeschoß sowie gotisierenden Dekor gestaltet. | BDA-Hist.: Q37861562 Status: § 2a Stand der BDA-Liste: 2025-06-30 Name: Bürgerhaus GstNr.: .327/2 Bürgerhaus Römerstr 14 (Bregenz)                                                                                  |
| ja    | Datei hochladen | Villa Schwerzenbach, ehem. Schülerheim HERIS-ID: 21360 Objekt-ID: 17679                                     | Römerstraße 23 Standort KG: Bregenz                      | Die Villa Schwerzenbach, das Elternhaus von Carl von Schwerzenbach, wurde im 19. Jahrhundert errichtet. Sie diente bis 2012 als Schülerheim, ab 2015 als Unterkunft für Asylwerber und später als Kunstraum. 2022 wurde ein Umbau zur touristischen Nutzung bewilligt. | BDA-Hist.: Q37861549 Status: § 2a Stand der BDA-Liste: 2025-06-30 Name: Villa Schwerzenbach, ehem. Schülerheim GstNr.: .431 Villa Schwerzenbach, Römerstr 23 (Bregenz)                                              |
| ja    | Datei hochladen | Villa Wacker HERIS-ID: 22978 Objekt-ID: 19325                                                               | Römerstraße 24 Standort KG: Bregenz                      | Die Villa mit stark gegliedertem Baukörper und unterschiedlichen Dachformen wurde um das Jahr 1900 erbaut. | BDA-Hist.: Q37873753 Status: Bescheid Stand der BDA-Liste: 2025-06-30 Name: Villa Wacker GstNr.: .452/6, 317/2 |
| ja    | Datei hochladen | Villa Blodig HERIS-ID: 21394 Objekt-ID: 17713seit 2015                                                      | Schedlerstraße 7 Standort KG: Bregenz                    | Die Heimatstilvilla mit Stuckfeldern im Jugendstil wurde im Jahr 1907 erbaut. | BDA-Hist.: Q37861871 Status: Bescheid Stand der BDA-Liste: 2025-06-30 Name: Villa Blodig GstNr.: .783 |
| ja    | Datei hochladen | Ansitz Schedler (Haus zum Walsertal) HERIS-ID: 25434 Objekt-ID: 21862                                       | Schedlerstraße 8 Standort KG: Bregenz                    | Der Ansitz Schedler, ein dreigeschoßiger Rechteckbau mit Satteldach und schmuckloser Fassade, stammt im Kern aus dem 16. Jahrhundert. Der bergseitige Trakt wurde um 1600 angebaut. | BDA-Hist.: Q37893796 Status: Bescheid Stand der BDA-Liste: 2025-06-30 Name: Ansitz Schedler (Haus zum Walsertal) GstNr.: .513/1 Ansitz Schedler, Schedlerstr 8 (Bregenz)                                            |
| ja    | Datei hochladen | Straßenbrücke zur Galluskirche HERIS-ID: 110796 Objekt-ID: 128528                                           | Schloßbergstraße Standort KG: Bregenz                    | | BDA-Hist.: Q37820800 Status: Bescheid Stand der BDA-Liste: 2025-06-30 Name: Straßenbrücke zur Galluskirche GstNr.: 780                                                                                              |
| ja    | Datei hochladen | Wohnhaus Flatzhaus HERIS-ID: 21364 Objekt-ID: 17683                                                         | Schloßbergstraße 1 Standort KG: Bregenz                  | Das zweigeschoßige Wohnhaus mit Satteldach steht weit von der Straße zurückgesetzt. Sein Rundbogenportal aus Sandstein ist mit 1618 bezeichnet. | BDA-Hist.: Q37861608 Status: § 2a Stand der BDA-Liste: 2025-06-30 Name: Wohnhaus Flatzhaus GstNr.: .496 |
| ja    | Datei hochladen | Kapelle Flatz-Kapelle HERIS-ID: 21420 Objekt-ID: 17739                                                      | Schloßbergstraße 1 Standort KG: Bregenz                  | Die Flatz-Kapelle in der Schloßbergstraße ist mit 1878 bezeichnet. | BDA-Hist.: Q37862033 Status: § 2a Stand der BDA-Liste: 2025-06-30 Name: Kapelle Flatz-Kapelle GstNr.: 416 Flatz-Kapelle, Bregenz                                                                                    |
| ja    | Datei hochladen | Kloster Marienberg, ehem. Villa Raczynski (Gartenanlage und Baulichkeiten) HERIS-ID: 25797 Objekt-ID: 22246 | Schloßbergstraße 11 Standort KG: Bregenz                 | Der polnische Graf Raczyński ließ 1877 diese Schlossvilla für seine Frau von Stefan Dragl im Stil des Neobarocks am Hang des Gebhardsbergs erbauen. Seit 1904 als Kloster Marienberg im Besitz des Dominikanerinnenordens beherbergt sie heute zusätzlich eine Schule. | BDA-Hist.: Q19057226 Status: Bescheid Stand der BDA-Liste: 2025-06-30 Name: Kloster Marienberg, ehem. Villa Raczynski (Gartenanlage und Baulichkeiten) GstNr.: .497, .499/2, .499/3, 427 Villa Raczyński, Bregenz   |
| ja    | Datei hochladen | Ehem. Bezirkshauptmannschaft, Teil des Landesmuseums HERIS-ID: 25106 Objekt-ID: 21522                       | Seestraße 1 Standort KG: Bregenz                         | 1902–1904 erbautes späthistoristisches Verwaltungspalais in Neorenaissanceformen. Zum See orientierter kubischer Baukörper mit seitlichem Mittelrisalit, Beletage und Jugendstildetails. | BDA-Hist.: Q37890238 Status: § 2a Stand der BDA-Liste: 2025-06-30 Name: Ehem. Bezirkshauptmannschaft, Teil des Landesmuseums GstNr.: .755 Alte Bezirkshauptmannschaft Seestraße 1 (Bregenz)                         |
| ja    | Datei hochladen | Landestheater HERIS-ID: 21370 Objekt-ID: 17689                                                              | Seestraße 2 Standort KG: Bregenz                         | Bregenzer Kornhaus, 1838–1840 errichtet und 1951–1955 nach Plänen von Willibald Braun sen. und Willy Braun jun. zum heutigen Theater am Kornmarkt umgebaut. Spielstätte des Vorarlberger Landestheaters Bregenz. Innenausstattung sowie Gestaltung des Foyers durch Hubert Berchtold (Mosaik 1956) und Fritz Krcal (Malerei 1957). | BDA-Hist.: Q2533524 Status: § 2a Stand der BDA-Liste: 2025-06-30 Name: Landestheater GstNr.: .227 Theater am Kornmarkt (Bregenz)                                                                                    |
| ja    | Datei hochladen | Kiosk, Milchpilz HERIS-ID: 98845 Objekt-ID: 114830seit 2018                                                 | Seestraße 2a Standort KG: Bregenz                        | Der Milchpilz am Kornmarktplatz, eine Milchbar in Form eines Fliegenpilzes, wurde 1953 von der Hermann Waldner KG aus Wangen im Allgäu errichtet, ausgestattet mit Kühlschrank, Schlagsahnezapfer und Eismaschine. | BDA-Hist.: Q97014686 Status: Bescheid Stand der BDA-Liste: 2025-06-30 Name: Kiosk, Milchpilz GstNr.: 740/4 Pilzkiosk Bregenz                                                                                        |
| ja    | Datei hochladen | Persönlichkeitsdenkmal, Anton-Schneider-Denkmal HERIS-ID: 25104 Objekt-ID: 21520                            | zwischen Seestraße 3 und 5 Standort KG: Bregenz          | Denkmal für Anton Schneider (1777–1820), Rechtsanwalt, Freiheitskämpfer und 1809 Oberbefehlshaber des Vorarlberger Volksaufstandes gegen Napoléon. An den Seiten des Denkmals sind die Namen seiner Hauptleute wie Bernhard Riedmiller und Christian Müller angebracht. Das Denkmal wurde 1910 von Georg Matt geschaffen. | BDA-Hist.: Q37890211 Status: § 2a Stand der BDA-Liste: 2025-06-30 Name: Persönlichkeitsdenkmal, Anton-Schneider-Denkmal GstNr.: 93/4 Anton-Schneider-Denkmal (Bregenz)                                              |
| ja    | Datei hochladen | Hauptpostamt HERIS-ID: 25107 Objekt-ID: 21523                                                               | Seestraße 5 Standort KG: Bregenz                         | 1895 von Friedrich Setz (Ausführung: Romedius Wacker) erbautes Postgebäude mit monumentalen Neorenaissanceformen. Überkuppelter Mittelrisalit mit Ädikula und Firstgitter, vorgestellten ionischen Säulen mit allegorischen Figuren aus dem Verkehrswesen; Eckrisalite, rustiziertes Erdgeschoß, Ädikulafenster im Hauptgeschoß, Pilastergliederung im Obergeschoß. | BDA-Hist.: Q37890250 Status: Bescheid Stand der BDA-Liste: 2025-06-30 Name: Hauptpostamt GstNr.: .190 Hauptpostamt Bregenz                                                                                          |
| ja    | Datei hochladen | Seilbahnstation, Talstation Pfänderbahn HERIS-ID: 21363 Objekt-ID: 17682seit 2015                           | Steinbruchgasse 4 Standort KG: Bregenz                   | Die Stationen der 1926/1927 errichteten Pfänderbahn wurden von dem Bregenzer Architekten Willibald Braun geplant. | BDA-Hist.: Q1499924 Status: Bescheid Stand der BDA-Liste: 2025-06-30 Name: Seilbahnstation, Talstation Pfänderbahn GstNr.: .938 Pfänderbahn                                                                         |
| BW    | Datei hochladen | Römisches Theater am Thalbach HERIS-ID: 247486seit 2025                                                     | Thalbachgasse 4, in der Nähe Standort KG: Bregenz        | Am Thalbach wurden 2013 bei Bauarbeiten die Reste eines römischen Theaters entdeckt. | BDA-Hist.: Q135167868 Status: Bescheid Stand der BDA-Liste: 2025-06-30 Name: Römisches Theater am Thalbach GstNr.: 3/6, 3/1                                                                                         |
| ja    | Datei hochladen | Kloster Thalbach HERIS-ID: 25800 Objekt-ID: 22249                                                           | Thalbachgasse 10–15a Standort KG: Bregenz                | Ehemaliges Dominikanerinnenkloster aus dem 15. Jahrhundert. Klosterkirche St. Antonius enthält seit 1592 eine außergewöhnliche überlebensgroße Madonna mit Kind aus dem 14. Jahrhundert (Geschenk des Klosters Mehrerau). Giovanni Prato erneuerte die Klosterkirche 1609/1610. Umbau der Gesamtanlage 1674–1677 durch Michael Kuen und Michael Thumb zu einem frühbarocken Beispiel einer symmetrisch-rechteckigen Klosteranlage. Kloster 1782 durch Kaiser Joseph II. aufgelöst, 1796 durch Dominikaner, später Franziskaner, dann Schwestern der Heiligen Klara erworben. Seit 1983 ist die Geistliche Familie „Das Werk“ im Kloster aktiv.                                                                               | BDA-Hist.: Q19056243 Status: § 2a Stand der BDA-Liste: 2025-06-30 Name: Kloster Thalbach GstNr.: .500/1, .501, .1206 Kloster Thalbach (Bregenz)                                                                     |
| ja    | Datei hochladen | ehemaliger Ansitz Weißenreuthe HERIS-ID: 22979 Objekt-ID: 19326                                             | Weißenreuteweg 30 Standort KG: Bregenz                   | Bauernhof des ehemaligen Lehengutes Reutin im Besitz der Grafen von Montfort-Bregenz, dann 1522–1617 der Edlen Leber von Wolfurt und anschließend bis 1806 des Klosters Mehrerau. 1742 erneuert. Heute Wohngebäude. | BDA-Hist.: Q37873773 Status: Bescheid Stand der BDA-Liste: 2025-06-30 Name: ehemaliger Ansitz Weißenreuthe GstNr.: .527 Ansitz Weißenreuthe (Bregenz)                                                               |
| ja    | Datei hochladen | Wallfahrtskirche hl. Wendelin HERIS-ID: 24266 Objekt-ID: 20644                                              | Fluh 13a Standort KG: Fluh                               | 1666 wurde eine Kapelle als Filiale von Bregenz erbaut. 1820 Expositurkirche. Die Kirche wurde 1846/1847 mit dem Architekten Gabriel Mallaun neu erbaut und 1849 geweiht. Die Wallfahrtskirche wurde 1872 zur Pfarrkirche erhoben. | BDA-Hist.: Q23541664 Status: § 2a Stand der BDA-Liste: 2025-06-30 Name: Wallfahrtskirche hl. Wendelin GstNr.: .14 St. Wendelin, Fluh                                                                                |
| ja    | Datei hochladen | Gasthaus Adler HERIS-ID: 24265 Objekt-ID: 20643                                                             | Fluh 11 Standort KG: Fluh                                | Vor dem Bau der Straße durch den Wirtatobel war der direkte Zugang von Bregenz zum Rothachtal über Langen nur über die Passhöhen Fluh und Stollen und der dazwischenliegenden Senke des Wirtatobels möglich. Der Gasthof Adler war der Rastpunkt auf der ersten Passhöhe (Fluh). | BDA-Hist.: Q37883583 Status: Bescheid Stand der BDA-Liste: 2025-06-30 Name: Gasthaus Adler GstNr.: 191/1 Gasthof Adler, Fluh 11, Bregenz Vbg                                                                        |
| ja    | Datei hochladen | Haus Architekt Engelmar Liebe HERIS-ID: 111937 Objekt-ID: 129974seit 2013                                   | Anton-Bochstraße 2 Standort KG: Rieden                   | Das Wohnhaus des Architekten Engelmar Liebe in der Anton-Bochstraße 2 wurde 1960 erbaut, 1968 erweitert und blieb danach weitgehend unverändert. Das Kellergeschoß mit Garage ist rückseitig in den Hang gebaut. Eine einläufige Treppe führt zur Eingangstür an der Ostseite des monolithischen eternitverkleideten Sockelgeschoßes. Eine frühere Terrasse wurde 1968 zu einem weiteren Wohnraum ausgebaut. Darüber kragt das flach gedeckte Obergeschoß mit durchgehendem Balkon und großen Fenstern, die etwa einen Meter hinter der Gebäudekante liegen, weit vor. | BDA-Hist.: Q37827728 Status: Bescheid Stand der BDA-Liste: 2025-06-30 Name: Haus Architekt Engelmar Liebe GstNr.: .1547                                                                                             |
| BW    | Datei hochladen | Zweifamilienhaus mit Gartensitzplatz und Gartenzaun HERIS-ID: 113596seit 2022                               | Arlbergstraße 48 Standort KG: Rieden                     | | BDA-Hist.: Q112964890 Status: Bescheid Stand der BDA-Liste: 2025-06-30 Name: Zweifamilienhaus mit Gartensitzplatz und Gartenzaun GstNr.: .881, 1036/3                                                               |
| ja    | Datei hochladen | Villa Liebenstein HERIS-ID: 24260 Objekt-ID: 20638                                                          | Arlbergstraße 66 Standort KG: Rieden                     | Erstbesitzer Gustav Adolf von Liebenstein (k.k. Leutnant und Gutsbesitzer), ab 1880 Handelsschule, 1910 im Besitz der Familie Schoeller, nach dem Zweiten Weltkrieg Dienststelle der französischen Besatzungsmacht, 1953 im Besitz der Wollgarnspinnerei Schoeller seit 1982 Stadt Bregenz. | BDA-Hist.: Q18978539 Status: § 2a Stand der BDA-Liste: 2025-06-30 Name: Villa Liebenstein GstNr.: .65 Arlbergstrasse 66 (Bregenz) Villa Liebenstein                                                                 |
| ja    | Datei hochladen | Kloster Riedenburg/Kloster der Gesellschaft vom Heiligsten Herzen Jesu HERIS-ID: 13767 Objekt-ID: 9978      | Arlbergstraße 88 Standort KG: Rieden                     | Riedenburg: im 13. Jahrhundert Ansitz der Herren von Niedegge. Seit 1853 Kloster der Gesellschaft vom Heiligsten Herzen Jesu, die 1854 darin eine Erziehungsanstalt für Mädchen eröffneten. Neugotische Klosterkirche erbaut 1862–1865. Die Schwestern vom Sacré Coeur betreiben hier heute ein Privatgymnasium für Mädchen und Höhere Lehranstalt für wirtschaftliche Berufe. | BDA-Hist.: Q18918847 Status: § 2a Stand der BDA-Liste: 2025-06-30 Name: Kloster Riedenburg/Kloster der Gesellschaft vom Heiligsten Herzen Jesu GstNr.: .114 Sacré Coeur Riedenburg                                  |
| ja    | Datei hochladen | Wohnhaus, Winderhaus HERIS-ID: 24259 Objekt-ID: 20637                                                       | Arlbergstraße 114 Standort KG: Rieden                    | Das Heimatstilhaus mit der Giebelfront zur Straße und Jugendstildekor wurde im Jahr 1912 erbaut. | BDA-Hist.: Q37883532 Status: Bescheid Stand der BDA-Liste: 2025-06-30 Name: Wohnhaus, Winderhaus GstNr.: 1273/2, 1273/13 Arlbergstraße 114 Winderhaus (Bregenz)                                                     |
| ja    | Datei hochladen | Ehem. Ansitz Kronhalden, ehem. Seniorenheim Kronhalde HERIS-ID: 13770 Objekt-ID: 9981seit 2012              | Kronhaldenweg 17, 19 Standort KG: Rieden                 | Ansitz „Halden“ aus dem 14. Jahrhundert ursprünglich Unterkunft für Dienstpersonal der Grafen von Montfort; 1523 in österreichisches Lehen; 1547 als „Loher Hof“ im Besitz von Adligen aus Wolfurt; Ende des 16. Jahrhunderts im Besitz einer Bregenzer Patrizierfamilie (heutiges mehrfach umgebautes Gebäude aus dieser Zeit); ab 1722 Priesterseminar und Exerzitienhaus; ab 1779 Teil des Klosters Mehrerau; ab 1796 Kaserne und Lazarett; ab 1835 Spinnfabrik, Ordenskonvent, Studentenheim, Gasthof, 1924–2007 Seniorenheim der Stadt; 2012 verkauft an Projektentwicklungsgesellschaft zur Errichtung einer Wohnanlage unter Einbeziehung der historischen Bausubstanz.                                               | BDA-Hist.: Q38185441 Status: Bescheid Stand der BDA-Liste: 2025-06-30 Name: Ehem. Ansitz Kronhalden, ehem. Seniorenheim Kronhalde GstNr.: .137, .138, 1397/4 Ehem Ansitz Kronhalden, Kronhaldenweg 17, 19 (Bregenz) |
| ja    | Datei hochladen | Kath. Stadtpfarrkirche Mariahilf (Heldendankkirche) HERIS-ID: 13775 Objekt-ID: 9986                         | Mariahilfstraße 50–52 Standort KG: Rieden                | Die Kirche wurde als Heldendankkirche zu Vorarlberg zum Ersten Weltkrieg mit Architekt Clemens Holzmeister von 1925 bis 1931 erbaut und 1931 geweiht. | BDA-Hist.: Q14906477 Status: § 2a Stand der BDA-Liste: 2025-06-30 Name: Kath. Stadtpfarrkirche Mariahilf (Heldendenkkirche) GstNr.: .652 Pfarrkirche Mariahilf (Bregenz)                                            |
| ja    | Datei hochladen | Pfarrhof und Kaplanhaus HERIS-ID: 24256 Objekt-ID: 20634                                                    | Mariahilfstraße 50–52 Standort KG: Rieden                | Pfarrhof und Kaplanhaus begrenzen als zwei separate Flügel einen der 1925–1931 errichteten Marienkirche vorgelagerten Hof. | BDA-Hist.: Q37883505 Status: § 2a Stand der BDA-Liste: 2025-06-30 Name: Pfarrhof und Kaplanhaus GstNr.: .581, .644                                                                                                  |
| ja    | Datei hochladen | Volksschule Rieden HERIS-ID: 13769 Objekt-ID: 9980                                                          | Mariahilfstraße 54 Standort KG: Rieden                   | Das große Schulgebäude mit mächtigem Turm entstand in den Jahren 1896 und 1908. | BDA-Hist.: Q38185421 Status: Bescheid Stand der BDA-Liste: 2025-06-30 Name: Volksschule Rieden GstNr.: .305 Volksschule Rieden                                                                                      |
| ja    | Datei hochladen | Kruzifix/Kreuz HERIS-ID: 24264 Objekt-ID: 20642                                                             | Mehrerauerstraße Standort KG: Rieden                     | Das Kruzifix an der Mehrerauerstraße ist am Sockel mit der Jahreszahl 1887 bezeichnet. | BDA-Hist.: Q37883569 Status: § 2a Stand der BDA-Liste: 2025-06-30 Name: Kruzifix/Kreuz GstNr.: 814/2 |
| ja    | Datei hochladen | Bau zentrale Verwaltungseinheit, Benger Areal (Bürogebäude der Fa. Benger) HERIS-ID: 13854 Objekt-ID: 10069 | Mehrerauerstraße 3 Standort KG: Rieden                   | Der Verwaltungstrakt der Textilfabrik mit Kreuzgiebel, Turm und Erker wurde im Jahr 1892 errichtet. | BDA-Hist.: Q37715687 Status: Bescheid Stand der BDA-Liste: 2025-06-30 Name: Bau zentraler Verwaltungseinheit, Benger Areal (Bürogebäude der Fa. Benger) GstNr.: 886/7, 886/6 Fabrik Mehrerauer Strasse (Bregenz)    |
| ja    | Datei hochladen | Gasthof Lamm, ehem. Amtshaus HERIS-ID: 13771 Objekt-ID: 9982                                                | Mehrerauerstraße 51 Standort KG: Rieden                  | 1732–1733 nach den Plänen des Bregenzer Barockbaumeisters Franz Anton Beer erbaut. Seit 1857 Gasthof Lamm. | BDA-Hist.: Q38185466 Status: Bescheid Stand der BDA-Liste: 2025-06-30 Name: Gasthof Lamm ehem. Amtshaus GstNr.: .50/2 Amtshaus Kloster Mehrerau                                                                     |
| ja    | Datei hochladen | Sanatorium Mehrerau HERIS-ID: 24263 Objekt-ID: 20641                                                        | Mehrerauerstraße 72 Standort KG: Rieden                  | Erbaut von Clemens Holzmeister 1922/23. Abgestufte Walmdaächer, Laubenbalkone: Marienplastik von Albert Bechtold, 1923. Als die Zisterziensermönche von Wettingen 1854 die noch bestehenden Gebäude der alten Benediktinerabtei Mehrerau erwarben, gehörte das Obere Bad der Familie Josef und Robert Bilgeri. Neben der Bodenseefischerei betrieben sie das Gasthaus und Bad Mehrerau. Seinen Ruf verdankte das Bad Mehrerau der recht kräftigen Schwefelquelle. | BDA-Hist.: Q37883559 Status: § 2a Stand der BDA-Liste: 2025-06-30 Name: Sanatorium Mehrerau GstNr.: .22 Sanatorium Mehrerau                                                                                         |
| ja    | Datei hochladen | Wohnhaus HERIS-ID: 13766 Objekt-ID: 9977                                                                    | Schloßgasse 12 Standort KG: Rieden                       | Schwestern vom Sacré Coeur betreiben in diesem ehemaligen Wohnhaus unterhalb der Riedenburg eine private Volksschule für Mädchen und Jungen. | BDA-Hist.: Q38185389 Status: § 2a Stand der BDA-Liste: 2025-06-30 Name: Wohnhaus GstNr.: .115 Volksschule Sacré Coeur Riedenburg                                                                                    |
| ja    | Datei hochladen | Kloster und Klosterkirche Mehrerau HERIS-ID: 13773 Objekt-ID: 9984                                          | Seglerweg 2 Standort KG: Rieden                          | Das Kloster wurde 1090 gegründet, der Bau der ersten Klosterkirche, einer romanischen Basilika, war 1125 abgeschlossen. Unter Abt Gebhard Raminger (1582–1616) wurde die Anlage renoviert und großzügig erweitert, unter anderem stammt der Bibliothekssaal aus dieser Zeit. Baumeister Franz Anton Beer errichtete 1740 bis 1743 eine neue Klosterkirche in barockem Stil. Das Kloster bildet die direkt dem Papst unterstellte Territorialabtei Wettingen-Mehrerau | BDA-Hist.: Q125077852 Status: § 2a Stand der BDA-Liste: 2025-06-30 Name: Kloster und Klosterkirche Mehrerau GstNr.: .19/2, .19/1 Mehrerau monastery                                                                 |
| ja    | Datei hochladen | Wohnhaus, Ansitz, Schnabelburg HERIS-ID: 13765 Objekt-ID: 9976                                              | Strandweg 43 Standort KG: Rieden                         | 1566 erstmals urkundlich erwähnt, war der Ansitz Schnabelburg ursprünglich Besitz des Hans Schnabel von Schönstein, später des Abtes Jakob Albrecht vom Kloster Mehrerau. | BDA-Hist.: Q38185374 Status: Bescheid Stand der BDA-Liste: 2025-06-30 Name: Wohnhaus, Ansitz, Schnabelburg GstNr.: .13 Ansitz Schnabelburg Bregenz                                                                  |
| ja    | Datei hochladen | Kath. Pfarrkirche hl. Kolumban HERIS-ID: 8133 Objekt-ID: 4081                                               | Weidachstraße 1 Standort KG: Rieden                      | Die Kirche wurde 1962 bis 1966 nach Plänen von Hans Burtscher errichtet und 1982 zur Pfarrkirche erhoben. Sie steht unter dem Patrozinium des hl. Kolumban. Der moderne Bau hat einen rautenförmigen Grundriss, ein über dem Altarraum und dem Portal hochgezogenes Dach und einen freistehenden Turm. | BDA-Hist.: Q23541714 Status: § 2a Stand der BDA-Liste: 2025-06-30 Name: Kath. Pfarrkirche hl. Kolumban GstNr.: 1311/3, 1310/3 Kolumbankirche (Bregenz)                                                              |
| ja    | Datei hochladen | Kath. Pfarrkirche hl. Gebhard HERIS-ID: 24257 Objekt-ID: 20635                                              | Wuhrwaldstraße 24 Standort KG: Rieden                    | Relativ junger Kirchenbau (1956–1961) nach Plänen von Willibald Braun. Hölzerne Schutzmantelmadonna und hl. Josef von Emil Gehrer über den Seitenaltären; Orgel (1975) von Herbert Gollini; Glasfenster (1959) von Fritz Krcal, Ausführung Tiroler Glasmalereianstalt. Bei Umbau und Restaurierung 2010/11 Altar ins Hauptschiff verlegt und freigewordene Apsis zu einem Werktagsgottesdienstraum umgewandelt. Optische Trennung im oberen Bereich durch Triptychon „Das bewegliche St. Gebhardsbild“ von Hubert Berchtold (einst für den Burghof auf dem Gebhardsberg gefertigt). | BDA-Hist.: Q20162146 Status: § 2a Stand der BDA-Liste: 2025-06-30 Name: Kath. Pfarrkirche hl. Gebhard GstNr.: 328/4, 328/3 Pfarrkirche St Gebhard (Bregenz-Vorkloster)                                              |